# Storia della bandiera d'Italia
(Decreto del 7 gennaio 1797 di adozione del tricolore italiano da parte della Repubblica Cispadana)

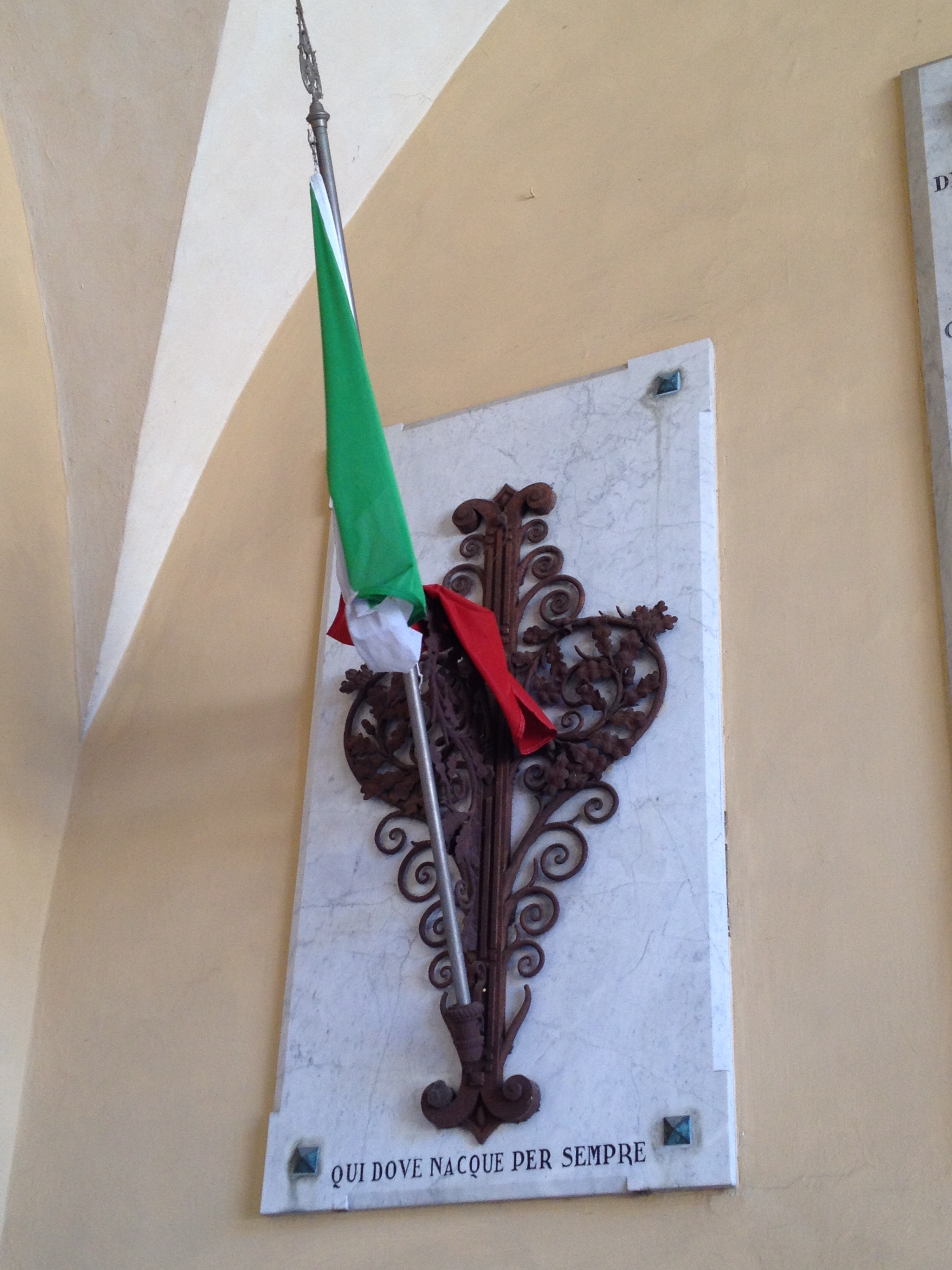
Lapide posta nell'androne del palazzo comunale di Reggio nell'Emilia, dove nacque il tricolore italiano

La storia della bandiera d'Italia inizia ufficialmente il 7 gennaio 1797, con la sua prima adozione come bandiera nazionale da parte di uno Stato italiano sovrano, la Repubblica Cispadana. L'evento accadde in un salone del palazzo comunale di Reggio nell'Emilia, poi chiamato Sala del Tricolore, sulla scorta degli eventi susseguenti alla rivoluzione francese (1789 - 1799) che propugnò, tra i suoi ideali, l'autodeterminazione dei popoli.
La comparsa dei colori nazionali italiani è datata 21 agosto 1789, quando testimoni oculari videro a Genova alcuni manifestanti aventi appuntata sui vestiti una coccarda verde, bianca e rossa. In seguito il tricolore italiano fu adottato come stendardo militare dalla Legione Lombarda a Milano l'11 ottobre 1796, per poi divenire vessillo civico della congregazione dei magistrati e deputati aggiunti di Bologna (18 ottobre 1796) e infine, come accennato, vessillo nazionale della Repubblica Cispadana.
Dopo la data del 7 gennaio 1797 la considerazione popolare per la bandiera d'Italia crebbe costantemente, sino a farla diventare uno dei simboli più importanti del Risorgimento, che culminò il 17 marzo 1861 con la proclamazione del Regno d'Italia, di cui il tricolore divenne vessillo nazionale. La bandiera tricolore ha attraversato più di due secoli di storia d'Italia, salutandone tutti gli avvenimenti più importanti.

## Le premesse

### La nascita dei colori nazionali italiani su una coccarda

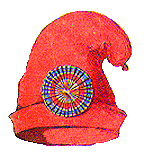
Il berretto frigio con appuntata una coccarda tricolore francese blu, bianca e rossa, simboli della rivoluzione

Anche la bandiera italiana, come altri vessilli nazionali, si ispira a quella francese, introdotta dalla rivoluzione nell'autunno del 1790 sulle navi da guerra transalpine e simbolo del rinnovamento perpetrato dal giacobinismo delle origini.
Il 12 luglio 1789, due giorni prima della presa della Bastiglia, il giornalista rivoluzionario Camille Desmoulins, mentre arringava la folla parigina alla rivolta, chiese ai manifestanti quale colore adottare come simbolo della rivoluzione francese, proponendo il verde speranza oppure il blu della rivoluzione americana, simbolo di libertà e democrazia: i manifestanti risposero "Il verde! Il verde! Vogliamo delle coccarde verdi!". Desmoulins colse quindi una foglia verde da terra e se l'appuntò al cappello come segno distintivo dei rivoluzionari. Il verde, nella primigenia coccarda francese, fu abbandonato dopo un solo giorno in favore del blu e del rosso perché era anche il colore del fratello del re, il reazionario conte d'Artois, che diventò monarca dopo la Restaurazione con il nome di Carlo X. La coccarda francese tricolore si completò poi, in seguito a eventi successivi, con l'aggiunta del bianco, colore dei Borbone.
Poco dopo gli eventi rivoluzionari francesi, anche in Italia iniziarono a diffondersi estesamente gli ideali di innovazione sociale – sulla scorta della propugnazione della dichiarazione dei diritti dell'uomo e del cittadino del 1789 – e successivamente anche politica, con i primi fermenti patriottici indirizzati all'autodeterminazione nazionale: per tale motivo la bandiera francese blu, bianca e rossa diventò prima riferimento dei giacobini italiani e in seguito fonte di ispirazione per la creazione di un vessillo identitario italiano.
La successiva adozione da parte dei patrioti italiani del tricolore verde, bianco e rosso fu priva di contrapposizioni politiche: in Francia invece successe l'opposto, visto che il tricolore francese fu preso come simbolo prima dai repubblicani e poi dai bonapartisti, che erano in antagonismo con i monarchici e i cattolici, i quali avevano come vessillo di riferimento la bandiera bianca reale con il giglio di Francia.

La coccarda italiana tricolore

Le prime sporadiche dimostrazioni favorevoli agli ideali della rivoluzione francese, da parte della popolazione italiana, avvennero nell'agosto del 1789 con la comparsa, soprattutto nello Stato Pontificio, di coccarde di fortuna costituite da semplici foglie verdi di alberi, che vennero appuntate sui vestiti dei manifestanti richiamando analoghe proteste avvenute in Francia agli albori della rivoluzione poco tempo prima dell'adozione del tricolore blu, bianco e rosso.
In seguito la popolazione italiana iniziò a usare coccarde vere e proprie realizzate in stoffa: al verde delle foglie degli alberi già impiegato in precedenza, vennero aggiunti il bianco e il rosso in modo da richiamare in modo più marcato gli ideali rivoluzionari rappresentati dal tricolore francese. 
Il verde venne poi mantenuto dai giacobini italiani perché rappresentava la natura e quindi – metaforicamente – anche i diritti naturali, ovvero l'uguaglianza e la libertà.
La prima traccia documentata dell'utilizzo della coccarda tricolore italiana è datata 21 agosto 1789: negli archivi storici della Repubblica di Genova è riportato che testimoni oculari avessero visto aggirarsi per la città alcuni manifestanti aventi appuntata sui vestiti:
(Archivio storico della Repubblica di Genova)
Le gazzette italiane dell'epoca avevano infatti creato confusione sui fatti francesi, in particolar modo omettendo la sostituzione del verde con il blu e il rosso e riportando l'erronea notizia che il tricolore francese fosse verde, bianco e rosso. In aggiunta non era ancora avvenuta una presa di coscienza nazionale vera e propria, tant'è che per un breve periodo molti manifestanti italiani continuarono erroneamente a credere che la coccarda verde, bianca e rossa rappresentasse il tricolore francese: il loro obiettivo era infatti solo quello di manifestare l'adesione agli ideali della rivoluzione d'oltralpe. I colori nazionali italiani debuttarono quindi su una coccarda.

### La coccarda della sommossa di Bologna

Luigi Zamboni

Nel 1794 due studenti dell'Università di Bologna, il bolognese Luigi Zamboni e l'astigiano Giovanni Battista De Rolandis, si posero a capo di un tentativo insurrezionale per liberare Bologna dal dominio pontificio; oltre ai due studenti facevano parte dell'impresa anche due dottori in medicina, Antonio Succi e Angelo Sassoli, che tradirono poi i patrioti riferendo tutto alla polizia pontificia, e altre quattro persone (Giuseppe Rizzoli detto della Dozza, Camillo Tomesani collo torto, Antonio Forni Mago Sabino e Camillo Galli). Luigi Zamboni aveva già espresso in precedenza il desiderio di creare un vessillo tricolore che sarebbe diventato la bandiera dell'Italia unita. Nello specifico Zamboni, il 16 settembre 1794, dichiarò:
(Luigi Zamboni)

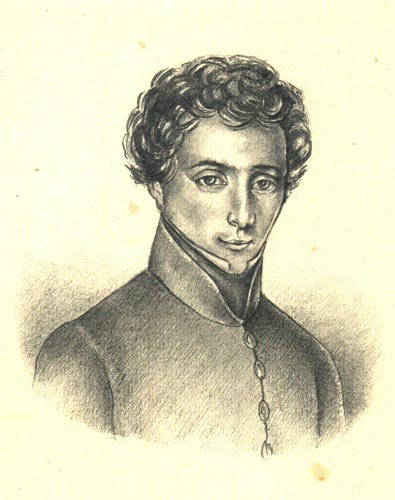
Giovanni Battista De Rolandis

Dopo aver fallito il tentativo di sollevare la città i rivoluzionari cercarono di rifugiarsi nel Granducato di Toscana, ma la polizia locale prima li catturò a Covigliaio e poi li consegnò alle autorità pontificie; dopo la cattura dei fuggiaschi queste ultime istituirono presso il tribunale del Torrone (l'Inquisizione di Bologna) un processo Super complocta et seditiosa compositione destributa per civitatem in conventicula armata. Il processo coinvolse tutti i partecipanti al tentativo insurrezionale, i familiari di Zamboni e i fratelli Succi.
Zamboni venne trovato morto all'interno di una cella soprannominata "Inferno", che condivideva con due delinquenti comuni, probabilmente da loro ucciso su ordine della polizia o forse suicida dopo un infruttuoso tentativo di fuga, il 18 agosto 1795, mentre De Rolandis fu giustiziato pubblicamente, dopo essere stato sottoposto a interrogatori preceduti e seguiti da feroci torture, il 26 aprile dell'anno successivo. Gli altri imputati, dove aver avuto pene minori, furono liberati di lì a poco dai francesi, che nel frattempo avevano invaso l'Emilia scacciando i pontifici. I resti di De Rolandis e Zamboni, il 6 gennaio 1796, vennero tumulati solennemente a Bologna nel Giardino della Montagnola, per essere poi dispersi nel 1799 con l'arrivo degli austriaci.
Il tentativo dello Zamboni e del De Rolandis, sia per la poca notorietà delle persone coinvolte che per lo scarso successo avuto, non ebbe subito grande eco, ma un particolare l'avrebbe reso famoso: l'ipotesi, che cominciò a circolare negli anni successivi, che in esso erano contenuti i colori nazionali italiani. Il primo ad attribuire questo merito a Zamboni e De Rolandis fu Giuseppe Ricciardi, che nel suo Martirologio italiano dal 1792 al 1847, testo edito nel 1860, ricostruisce il tentativo di insurrezione bolognese.

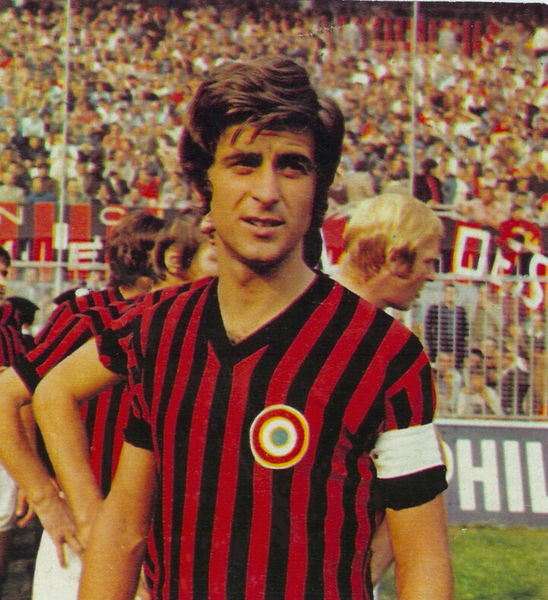
Il calciatore Gianni Rivera con la coccarda tricolore appuntata sulla maglia

Alcuni storici, tra cui Vittorio Fiorini, hanno poi dichiarato infondato, a dispetto dell'opinione generale, la presenza dei tre colori nella coccarda di Bologna, perché negli atti relativi al processo non v'è alcuna traccia della scelta del rosso, del bianco e del verde quale simbolo della tentata insurrezione, ma solo dei colori bolognesi (cioè quelli dello stemma della città), ovvero il bianco e il rosso, con inserti verdi non voluti, visto che il verde venne aggiunto sotto forma di fodera.
Gli studi che sostengono invece che il debutto della coccarda tricolore italiana sia avvenuto a Bologna si basano sulle testimonianze, al processo che coinvolse De Rolandis, di una delle donne che lavorò alla fabbricazione delle coccarde, Gertrude Nazzari, nonché della madre di Zamboni, che citano espressamente i tre colori quale elemento costituivo della coccarda.
Gli storici sono invece unanimi sul fatto che la coccarda italiana tricolore sia apparsa, dopo gli eventi di Bologna, nel 1796 a Milano: queste coccarde, aventi la tipica forma circolare, avevano il rosso all'esterno, il verde in posizione intermedia e il bianco al centro.
Delle coccarde originali di Zamboni e De Rolandis, solo una è giunta sino a noi. La storica coccarda, che è di proprietà della famiglia De Rolandis, è stata esposta per diverso tempo all'interno del Museo nazionale del Risorgimento italiano di Torino. Nel 2006, in occasione di alcuni lavori di ristrutturazione, è stata trasferita al Museo Europeo degli Studenti dell'Università di Bologna, dov'è tuttora conservata.
Il simbolismo della coccarda italiana tricolore è utilizzato in vari ambiti. La coccarda tricolore comparve sugli aerei italiani impiegati nella prima guerra mondiale, per poi essere diffusamente utilizzata su tutti velivoli da guerra italiani, tant'è che è ancora uno dei simboli dell'Aeronautica Militare Italiana. Nello sport italiano, seguendo una tradizione nata nel calcio sul finire degli anni cinquanta (e che ricalca la prassi dello scudetto), la coccarda tricolore è divenuta il simbolo distintivo dei successi nelle coppe nazionali, cucita sulla maglia della squadra detentrice del trofeo: le formazioni vincitrici nelle varie Coppe Italia, possono infatti sfoggiare la coccarda sulle proprie divise per l'intera stagione successiva alla vittoria.

## Gli stendardi di Cherasco

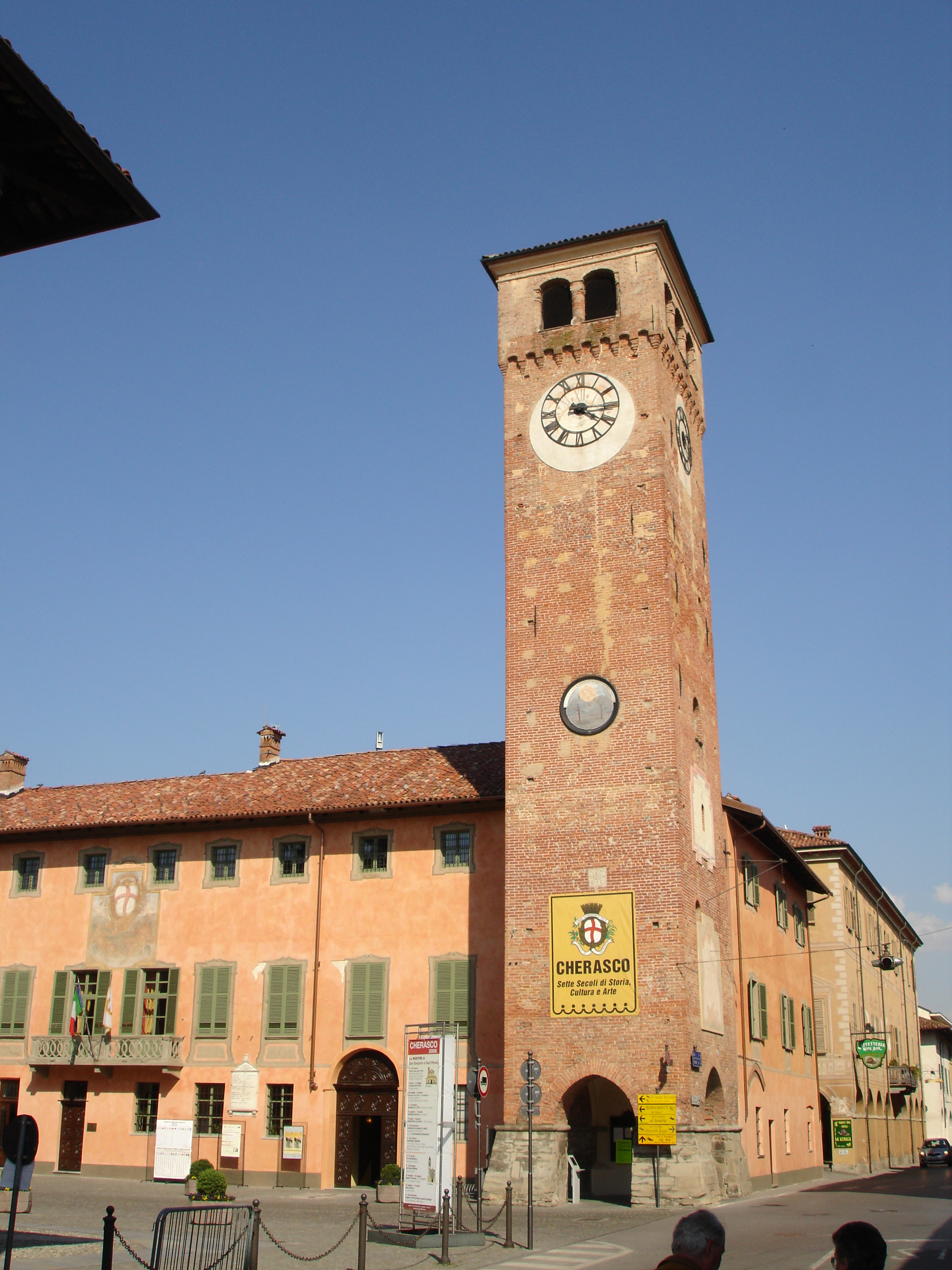
La torre del municipio di Cherasco

La traccia documentata più antica che cita la bandiera tricolore italiana è legata alla prima discesa di Napoleone Bonaparte nella penisola italiana. Con l'avvio della prima campagna d'Italia, in molti luoghi i giacobini della penisola insorsero, contribuendo, insieme ai soldati italiani inquadrati nell'esercito napoleonico, alle vittorie francesi.
Questo rinnovamento venne accettato dagli italiani nonostante fosse legato alle convenienze della Francia napoleonica, che aveva forti tendenze imperialiste, perché la nuova situazione politica era migliore di quella precedente: il legame a doppio filo con la Francia era infatti molto più accettabile dei secoli passati nell'assolutismo.
Durante la prima campagna d'Italia Napoleone Bonaparte, al comando dell'Armata d'Italia, conquistò gli Stati in cui era divisa la penisola italiana fondando nuovi organismi statali repubblicani che si ispiravano agli ideali rivoluzionari francesi. Tra il 1796 e il 1799 nacquero, tra le altre, la Repubblica Piemontese, la Repubblica Cispadana, la Repubblica Transpadana, la Repubblica Ligure, la Repubblica Romana, la Repubblica Anconitana e la Repubblica Napoletana. Molte di queste repubbliche ebbero un'esistenza breve: nonostante ciò, il lasso di tempo in cui furono in vita fu più che sufficiente per diffondere gli ideali rivoluzionari francesi, tra cui quello dell'autodeterminazione dei popoli, che gettò le basi per il Risorgimento italiano.
Il primo territorio a venir conquistato da Napoleone fu il Piemonte; nell'archivio storico del comune piemontese di Cherasco è conservato un documento che comprova, il 13 maggio 1796, in occasione dell'omonimo armistizio tra la Francia e il Regno di Sardegna, il primo accenno al tricolore italiano, riferito a stendardi comunali issati su tre torri del centro storico:
(Documento conservato presso il comune di Cherasco)
Sul documento il termine «verde» è stato successivamente barrato e sostituito da «bleu», cioè dal colore che forma – insieme al bianco e al rosso – la bandiera francese.

## La bandiera militare della Legione Lombarda
Nonostante le varie ipotesi sull'origine del Tricolore italiano e sul significato dei suoi colori nei fatti non si hanno prove certe e inequivocabili della sua esistenza prima dell'ingresso dei francesi in Milano, avvenuto il 14 maggio 1796: è da notare che in Francia, grazie alla Rivoluzione, la bandiera fosse passata dall'avere un significato "dinastico" e "militare", ad averne uno "nazionale", e questo concetto, in Italia ancora sconosciuto, fu dai francesi trasmesso agli italiani.
Questo spiega sia l'iniziale indifferenza all'adozione della nuova bandiera, che ha lasciato poche tracce certe della sua origine, sia il fatto che inizialmente, invece che adottare una propria bandiera, molte città avessero innalzato il tricolore francese: il nuovo conquistare non era, come in tempi antichi, "geloso" dei propri colori ma orgoglioso che essi venissero messi in mostra, essendo questi i simboli di un esercito conquistatore e di un popolo vittorioso. È alla bandiera francese che i documenti, almeno fino all'ottobre 1796, fanno riferimento quando usano il termine "tricolore".
L'11 ottobre 1796 Napoleone comunicava al Direttorio la nascita della Legione Lombarda, un'unità militare costituita dall'Amministrazione generale della Lombardia, governo che faceva capo alla Repubblica Transpadana.. Su questo documento, in riferimento alla sua bandiera di guerra, che ricalcava il tricolore francese e che venne proposta a Napoleone dai patrioti milanesi, è riportato che:
(Napoleone Bonaparte)

Lo stendardo dei cacciatori a cavallo della Legione Lombarda

A tal proposito, uno dei patrioti milanesi filo napoleonici, l'avvocato Giovanni Battista Sacco, dichiarò:
(Giovanni Battista Sacco)
La Legione Lombarda fu quindi il primo reparto militare italiano ad avere come stendardo un vessillo tricolore. Secondo le fonti più autorevoli la scelta perpetrata dai membri della Legione Lombarda di sostituire il blu della bandiera francese con il verde è anche legata al colore delle divise della milizia cittadina milanese, i cui componenti, fin dal 1782, indossavano un'uniforme di questa tonalità, ovvero un abito verde con mostrine rosse e bianche; per tale motivo, in dialetto milanese, i membri di questa guardia comunale erano popolarmente chiamati remolazzit, ovvero "piccoli rapanelli", richiamando le rigogliose foglie verdi di questo ortaggio.
Il bianco e il rosso erano anche peculiari dell'antichissimo stemma comunale di Milano ed erano altresì comuni sulle divise militari lombarde dell'epoca. Non fu quindi un caso che il tricolore verde, bianco e rosso sia stato scelto come insegna dalla Legione Lombarda.
La prima approvazione ufficiale della bandiera italiana da parte delle autorità fu quindi come insegna militare della Legione Lombarda e non ancora come bandiera nazionale di uno Stato italiano sovrano. Il 6 novembre 1796 la prima coorte della Legione Lombarda ricevette il proprio vessillo tricolore nel corso di una solenne cerimonia alle ore cinque pomeridiane in piazza del Duomo a Milano. La bandiera si presentava divisa in tre fasce verticali; riportava inoltre la scritta "Legione Lombarda" e il numero di coorte, mentre al centro era presente una corona di quercia che racchiudeva un berretto frigio e una squadra massonica con pendolo. Come risulta dal "Prospetto della formazione della Legione Lombarda", ogni coorte era dotata di un:
(Prospetto della formazione della Legione Lombarda)
Bandiere della stessa foggia furono assegnate anche alle altre cinque coorti costituite. Tutti e sei i vessilli sono ancora esistenti: cinque esposti all'Heeresgeschichtliches Museum di Vienna e uno al musée de l'Armée di Parigi. Con il susseguirsi delle vittorie militari di Napoleone e la conseguente nascita delle repubbliche favorevoli agli ideali rivoluzionari, in molte città italiane si assunsero, sugli stendardi militari, il rosso, il bianco e il verde quali simbolo di innovazione sociale e politica.

## La bandiera militare della Legione Italiana

Bandiera della Guardia civica modenese della Repubblica Cispadana

Dal 16 al 18 ottobre 1796, a Modena, si tenne un congresso a cui parteciparono i delegati di Bologna, Ferrara, Modena e Reggio nell'Emilia, che decretò la nascita della Repubblica Cispadana, con l'avvocato Antonio Aldini in qualità di presidente.
Il congresso deliberò anche la costituzione di una Legione Italiana, poi ridenominata Legione Cispadana, che avrebbe dovuto partecipare insieme alla Francia a una guerra contro gli austriaci; il vessillo militare di questa unità militare, che era costituita da cinque coorti da seicento soldati ciascuna, era composto da un tricolore rosso, bianco e verde, probabilmente ispirato dall'analoga decisione della Legione Lombarda:
[...] ART.VIII Ogni Coorte avrà la sua bandiera a tre colori Nazionali Italiani, distinte per numero, e adorne degli emblemi della Libertà. I numeri delle Coorti saranno estratti a sorte fra quelle formate delle quattro Provincie. [...]»
(Decreto di costituzione della Legione Italiana)
Come già accennato, non si trattò ancora di una bandiera nazionale, ma nuovamente di una bandiera di guerra. Per quanto riguarda invece l'uniforme dei soldati della Legione Italiana, essa era dei colori "già ammessi dai nostri confratelli lombardi".

## Il vessillo civico della congregazione di Bologna
Il 19 giugno 1796 Bologna venne occupata dalle truppe napoleoniche. Contestualmente venne istituita una Guardia civica, che adottò una divisa identica a quella della Milizia cittadina milanese, ovvero un abito verde con mostre rosse e bianche. Il 18 ottobre 1796, contestualmente alla costituzione della Legione Italiana, la congregazione filo-napoleonica dei magistrati e deputati aggiunti di Bologna, al terzo punto della discussione, deliberò la creazione di un vessillo civico tricolore, questa volta sganciato dall'uso militare. Su un documento conservato nell'archivio di Stato di Bologna si può leggere:
(Delibera della congregazione di Bologna)
Una delibera del Senato di Bologna del 5 novembre 1796 abolì «tutti quei distintivi che caratterizzano una diversità di ranghi fra cittadini» prescrivendo nel contempo che «ciascuno entro il termine di otto giorni debba essere provveduto e portare la coccarda tricolore francese ovvero anche la mista dei nostri colori nazionali».
Dopo l'adozione da parte della congregazione bolognese il tricolore diventò simbolo politico della lotta per l'indipendenza dell'Italia dalle potenze straniere, visto il suo utilizzo anche in ambito civile, prendendo il nome di "bandiera della rivoluzione italiana".
A questo vessillo bolognese, legato a una realtà comunale e quindi avente ancora respiro prettamente locale, e a precedenti stendardi militari della Legione Lombarda e di quella Italiana, si ispirò poi la successiva adozione della bandiera italiana da parte di un organismo statale, la Repubblica Cispadana, che avvenne il 7 gennaio 1797.

## La bandiera nazionale della Repubblica Cispadana

### Le premesse

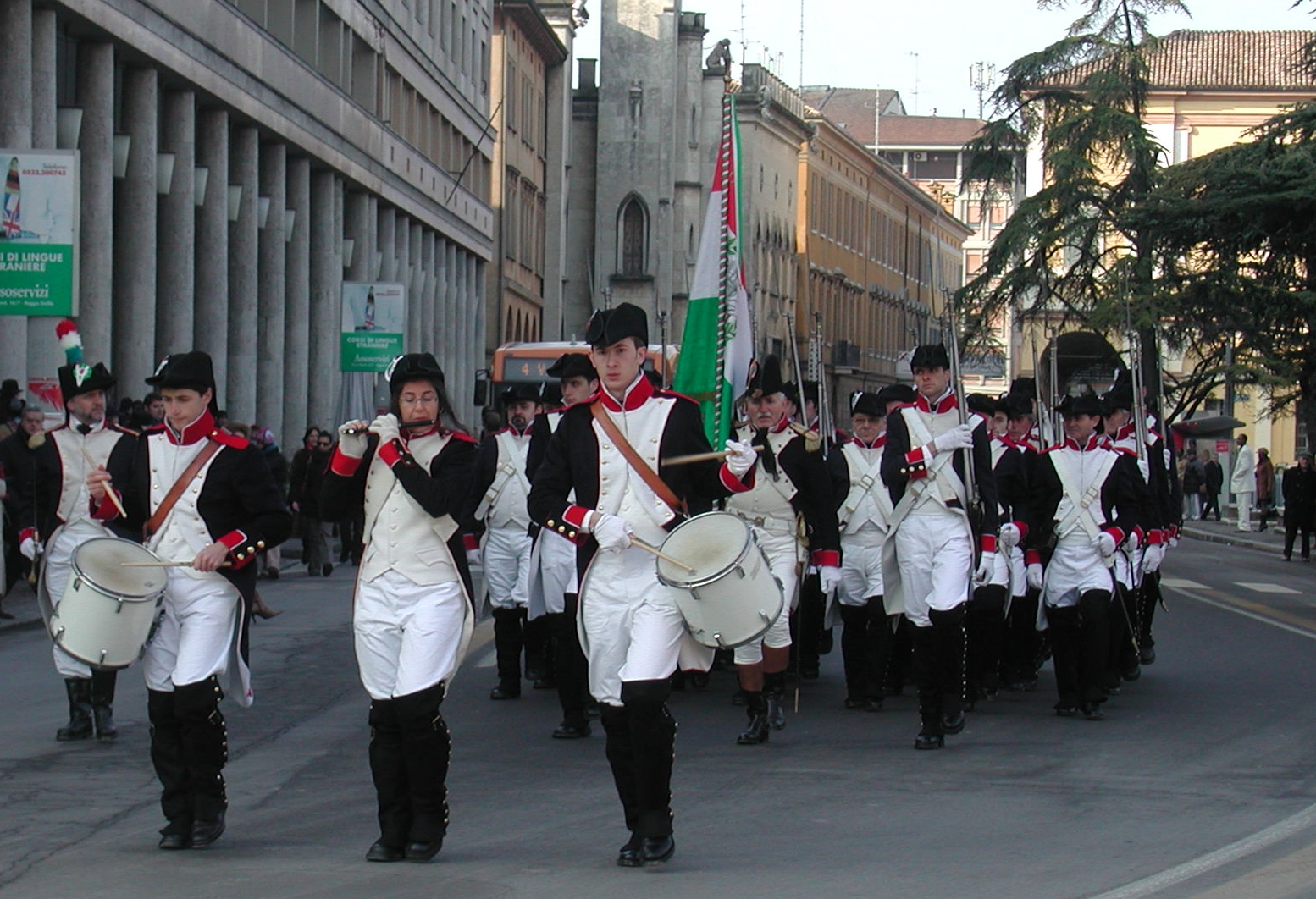
Reggio nell'Emilia: rievocazione storica della Guardia civica reggiana

Con l'invasione delle truppe napoleoniche il duca di Modena e Reggio Francesco III d'Este fuggì e venne proclamata la Repubblica Reggiana (26 agosto 1796). Contestualmente, fu costituita la Guardia civica della città di Reggio: questa formazione militare, aiutata da un piccolo gruppo di granatieri francesi, sconfisse, il 4 ottobre 1796, un drappello di 150 soldati austriaci presso Montechiarugolo, comune della moderna provincia di Parma. La vittoria fu così importante - sia da un punto di vista politico che simbolico - che Napoleone Bonaparte fece un encomio ufficiale ai soldati reggiani protagonisti dello scontro.
A Reggio nell'Emilia era stato piantato, nell'agosto 1796, uno dei primi alberi della libertà, che viene così descritto da un cronista dell'epoca:
Come riconoscimento simbolico allo scontro di Montechiarugolo, e per il citato evento legato all'albero della libertà, Napoleone suggerì ai deputati delle città cispadane (Reggio, Modena, Bologna e Ferrara) di riunire il loro primo congresso, che sarebbe dovuto avvenire il 27 dicembre 1796, a Reggio.

### I congressi della Repubblica Cispadana e l'adozione del tricolore

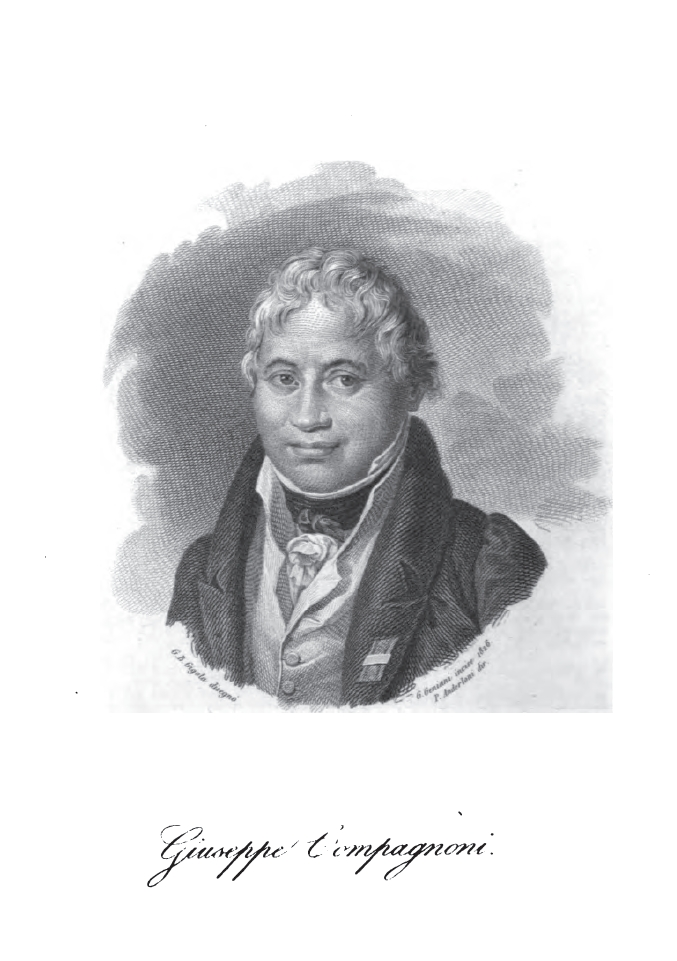
Giuseppe Compagnoni, il "padre del tricolore"

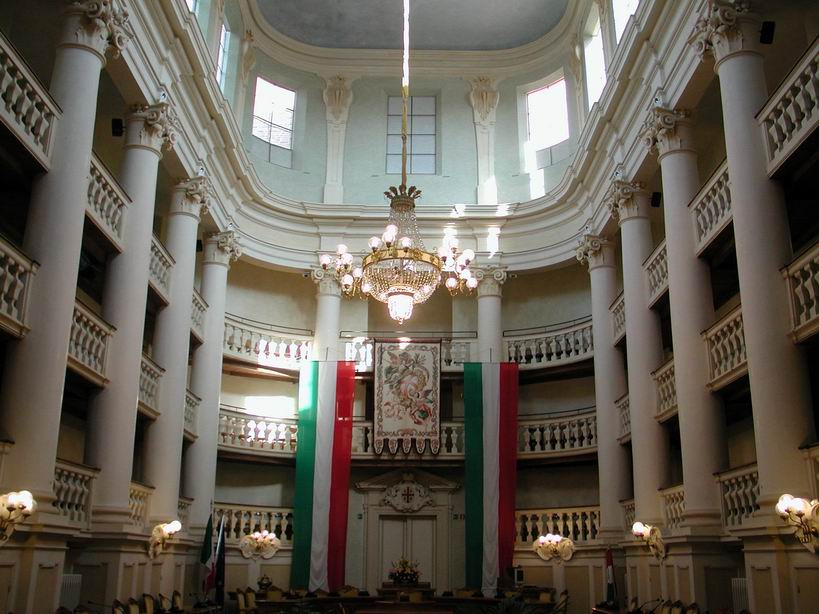
La settecentesca Sala del Tricolore, poi diventata sala consiliare del comune di Reggio nell'Emilia, dove nacque la bandiera italiana

La proposta ebbe seguito nonostante accese polemiche con le altre città emiliane, che avrebbero voluto l'assemblea organizzata nella propria municipalità; il congresso del 27 dicembre avvenne poi in un salone del municipio di Reggio, chiamato "sala del congresso centumvirato" e in seguito ribattezzato Sala del Tricolore. Qui, 110 delegati presieduti da Carlo Facci approvarono la carta costituzionale della Repubblica Cispadana, comprendente i territori di Bologna, Ferrara, Modena e Reggio Emilia.
In un'altra sessione, datata 30 dicembre 1796, il congresso aveva approvato una mozione, tra scrosci di applausi tanto era il fervore dei delegati, che recitava:
(Verbale della riunione del 30 dicembre 1797 del congresso della Repubblica Cispadana)
In riunioni successive, sempre avvenute nella "sala del congresso centumvirato", vennero decretate e ufficializzate molte decisioni, tra cui la scelta dell'emblema della neonata repubblica. Ad avanzare la proposta di adozione di una bandiera nazionale verde, bianca e rossa fu Giuseppe Compagnoni – che per questo è ricordato come il "padre del tricolore" – nella XIV sessione del congresso cispadano del 7 gennaio 1797. Questo decreto di adozione recita:
(Verbale della riunione del 7 gennaio 1797 del congresso della Repubblica Cispadana)

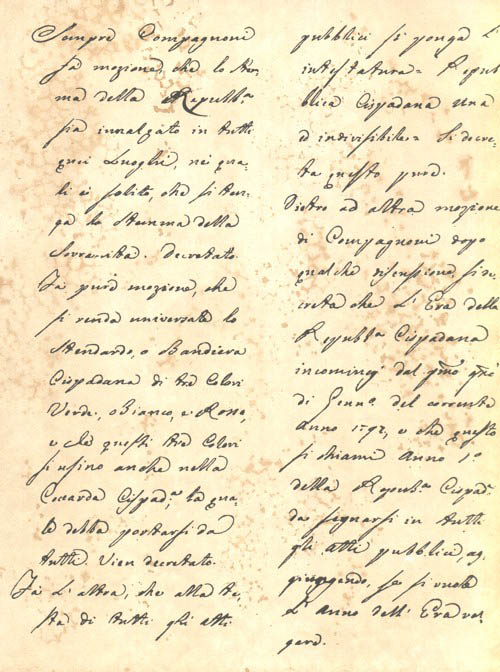
Estratto del verbale della storica seduta del 7 gennaio 1797, vergato manualmente da Giuseppe Compagnoni

La decisione del congresso di adottare una bandiera tricolore verde, bianca e rossa fu poi anch'essa salutata da un'atmosfera giubilante, tanto era l'entusiasmo dei delegati, e da scrosci di applausi. Per la prima volta città di stati ducali per secoli nemiche, si identificano in un unico popolo e un simbolo identitario comune: la bandiera tricolore.
La scelta finale di un vessillo verde, bianco e rosso non fu priva di una discussione preventiva: in luogo del verde i giacobini italiani avrebbero privilegiato l'azzurro della bandiera francese, mentre i sodali al papato avrebbero preferito il giallo del vessillo dello Stato Pontificio: sul bianco e sul rosso non ci furono invece contestazioni. La discussione sul terzo colore si incentrò infine sul verde, che venne poi approvato anche come soluzione di compromesso. La scelta del verde fu molto probabilmente ispirata dal vessillo militare tricolore verde, bianco e rosso della Legione Lombarda.
La storica seduta del congresso non specificò le caratteristiche di questa bandiera con la determinazione della tonalità e della proporzione dei colori, e non precisò neppure la loro collocazione sul vessillo. Sempre sul verbale della riunione di sabato 7 gennaio 1797 si può leggere:
[...] Fa pure mozione che si renda Universale lo Stendardo o Bandiera Cispadana di tre colori, Verde, Bianco e Rosso e che questi tre colori si usino anche nella Coccarda Cispadana, la quale debba portarsi da tutti. [...]
[...] Dietro ad altra mozione di Compagnoni dopo qualche discussione, si decreta che l'Era della Repubblica Cispadana incominci dal primo giorno di gennaio del corrente anno 1797, e che questo si chiami Anno I della Repubblica Cispadana da segnarsi in tutti gli atti pubblici, aggiungendo, se si vuole, l'anno dell'Era volgare. Vien decretato. [...]»
(Verbale della riunione del 7 gennaio 1797 del congresso della Repubblica Cispadana)

### Gli eventi successivi all'adozione del vessillo

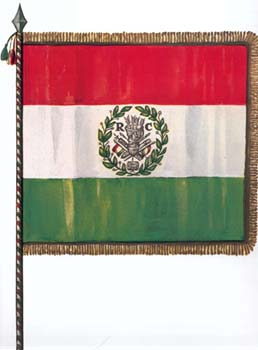
Bandiera della Repubblica Cispadana

Per la prima volta il tricolore diventò ufficialmente bandiera nazionale di uno Stato italiano sovrano, sganciandosi dal significato militare e civico locale: con questa adozione la bandiera italiana assunse pertanto un'importante valenza politica. Nella III sessione del congresso cispadano del 21 gennaio, che si tenne questa volta a Modena, dove nel frattempo erano stati spostati i lavori dell'assemblea, la decisione venne resa esecutiva:
(Verbale della riunione del 21 gennaio 1797 del congresso della Repubblica Cispadana)
Il vessillo che fu poi utilizzato dalla Repubblica Cispadana si presentava interzato in fascia con il rosso in alto, con al centro l'emblema della repubblica e ai lati le lettere "R" e "C", ovvero le iniziali delle due parole che formano il nome dell'organismo statale. Lo stemma della Repubblica Cispadana conteneva una faretra con quattro frecce che simboleggiavano le quattro città del congresso cispadano.
La bandiera italiana fu esposta per la prima volta in pubblico a Modena il 12 febbraio 1797; per celebrare l'avvenimento venne organizzato un corteo per le vie della città, che passò alla storia con il nome di "passeggiata patriottica", con esponenti della guardia civica e dell'esercito che le tributavano solennemente onore. Da questa data il tricolore italiano si diffuse anche al di fuori dei confini emiliani, soprattutto in Lombardia, e iniziò a essere adoperato sempre più spesso come vessillo militare dai soldati napoleonici che combattevano in Italia.
A Bergamo fu decretato l'obbligo, da parte dei civili, di portare una coccarda tricolore appuntata sui vestiti, coercizione che venne sancita, il 13 maggio 1797, anche a Modena e Reggio nell'Emilia. Anche senza bisogno di obblighi da parte delle autorità, la coccarda si diffuse sempre di più tra la popolazione, che la portava con fierezza, gettando le basi, insieme ad altri fattori, al Risorgimento.
Il tricolore verde, bianco e rosso venne poi adottato dalle città di Venezia, Brescia, Padova, Bergamo, Vicenza e Verona, con queste ultime che si erano ribellate proprio al governo della Serenissima Repubblica.

## La bandiera nazionale della Repubblica Cisalpina

La bandiera della Repubblica Cisalpina

Pochi mesi dopo, il 29 giugno 1797, con l'unione tra le repubbliche Cispadana e Transpadana, si costituì la Repubblica Cisalpina, un organismo statale filo napoleonico di vaste dimensioni avente come capitale Milano.
Alla celebrazione formale della nascita nella neonata repubblica, che avvenne il 9 luglio nel capoluogo meneghino, parteciparono 300.000 persone (considerando altre fonti, molte meno: 25.000 persone), tra comuni cittadini, militari francesi e i rappresentanti dei maggiori comuni della repubblica. Secondo Francesco Melzi d'Eril, testimone oculare dell'evento, i cittadini milanesi che parteciparono spontaneamente alla celebrazione furono un migliaio, la restante parte era costituita da militari.
La manifestazione, che ebbe luogo al Lazzaretto di Milano, fu caratterizzata da un tripudio di bandiere e coccarde tricolori. Nell'occasione Napoleone diede solennemente ai reparti militari della neonata repubblica, dopo averli passati in rassegna, i loro vessilli tricolori.
Originariamente i colori della bandiera della Repubblica Cisalpina erano disposti orizzontalmente, con il verde collocato in alto, ma l'11 maggio 1798, il Gran Consiglio del neonato Stato scelse, come vessillo nazionale, un tricolore italiano con i colori disposti verticalmente:
(Delibera del Gran Consiglio della Repubblica Cisalpina)
La Guardia nazionale sedentaria della Repubblica Cisalpina venne strutturata similmente alle analoghe Legioni Lombarda e Cispadana, ovvero in legioni, battaglioni e compagnie. L'uniforme di questa compagine militare era bianca, rossa e verde:
(Organizzazione e regolamento per la Guardia nazionale della Repubblica Cisalpina)

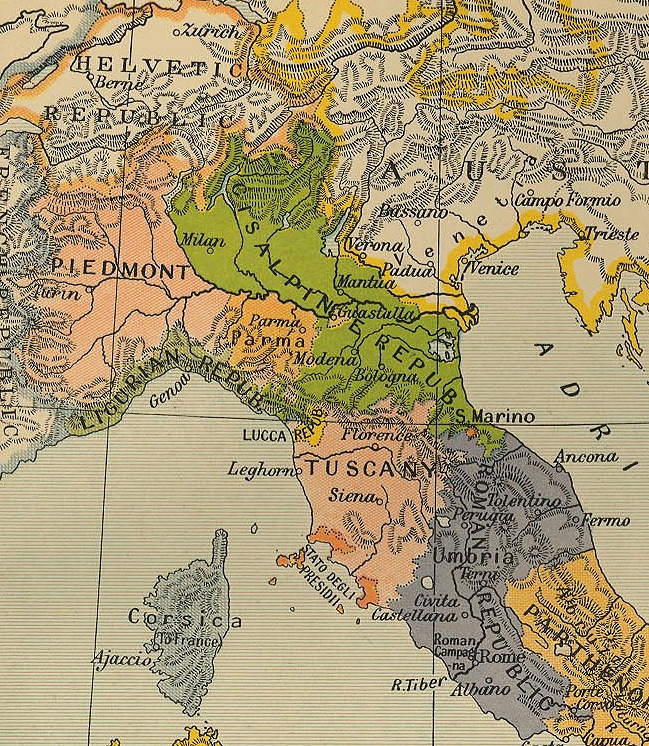
Mappa dell'Italia settentrionale e centrale nel 1799

La Repubblica Cisalpina, dato che comprendeva la Lombardia, parte del Veronese, l'ex Ducato di Modena e di Reggio Emilia, l'ex Ducato di Massa e Carrara, le Legazioni di Bologna, di Ferrara e della Romagna, fu il nucleo dell'Italia moderna, nonostante Napoleone avesse ceduto all'Austria, con il trattato di Campoformio (17 ottobre 1797), i territori dell'ex Repubblica di Venezia, ovvero il Veneto, il Friuli, l'Istria, la Dalmazia, nonché il controllo sulla Repubblica di Ragusa, fino a quel momento nell'orbita della Venezia dei Dogi.
La prima Repubblica Cisalpina durò fino al 1799, quando fu occupata e sciolta dagli austriaci e dai russi, ovvero da due degli eserciti che facevano parte della seconda coalizione. Nell'anno 1800 Napoleone invase nuovamente l'Italia proveniente dall'Egitto riuscendo a riconquistare i territori precedentemente sottratti dalla seconda coalizione e ridando vita, tra l'altro, alla Repubblica Cisalpina. Nell'occasione Napoleone decretò l'utilizzo del tricolore per le Guardie Nazionali di ogni città. Un proclama del 20 settembre 1800 ribadì i colori della coccarda nazionale, ovvero bianco, rosso e verde, specificando che essa doveva essere apposta sui vestiti in modo tale da essere ben visibile. In questo contesto nacque la Repubblica Subalpina, organismo statale filo napoleonico che sostituì il Regno di Sardegna sabaudo: anche la Repubblica Subalpina ebbe vita breve, dato che l'11 settembre 1802 fu annessa alla prima Repubblica francese.
In questo periodo nacque l'attaccamento della popolazione nei confronti della bandiera italiana, che iniziò a entrare nell'immaginario collettivo come simbolo del Paese. Questa notorietà popolare era però limitata al Nord Italia; altri organismi statali filo napoleonici avevano infatti adottato altri vessilli, la Repubblica Romana, ad esempio, una bandiera nazionale nera, bianca e rossa, la Repubblica Napoletana aveva, come stendardo nazionale, una bandiera blu, gialla e rossa, mentre la Repubblica Anconitana era rappresentata da un vessillo azzurro, giallo e rosso.
Ciò valeva soprattutto nell'esercito, dove il vessillo militare tricolore era difeso a tutti i costi dalla cattura del nemico. Significativo fu un episodio che accadde il 16 gennaio 1801, durante la seconda Repubblica Cisalpina: l'ufficiale napoleonico Teodoro Lechi, in uno scontro con gli austriaci a Trento durante il quale era conteso un ponte sul fiume Adige, ebbe la peggio, ma prima di arrendersi decise di bruciare le bandiere tricolori del reparto militare per evitare che finissero nelle mani del nemico.

## La bandiera nazionale della Repubblica Italiana e quella del Regno d'Italia

Bandiera del Regno d'Italia (1805-1814)

Con la trasformazione della Repubblica Cisalpina in Repubblica Italiana (1802-1805), ente statale che non comprendeva tutta la penisola italiana e che era anch'esso direttamente dipendente dalla Francia napoleonica, la disposizione dei colori sulla bandiera mutò in una composizione formata da un quadrato verde inserito in un rombo bianco, a sua volta incluso in un riquadro rosso: da questa bandiera ha tratto ispirazione lo stendardo presidenziale italiano in uso dal 14 ottobre 2000.
Il cambiamento radicale della disposizione dei colori fu probabilmente proposto dal vicepresidente della Repubblica Francesco Melzi d'Eril: con questo mutamento del vessillo nazionale, Melzi d'Eril forse voleva comunicare, anche da un punto di vista simbolico, la fine di una fase della storia d'Italia. Il decreto di adozione della storica bandiera napoleonica, che è datato 20 agosto 1802, recita:
(Decreto di adozione della bandiera della Repubblica Italiana napoleonica)

Bandiera della Repubblica Italiana (1802-1805)

Il vicepresidente della Repubblica Francesco Melzi d'Eril avrebbe voluto anche eliminare il verde ma, a causa dell'opposizione di Napoleone e delle «pressioni di forze morali massoniche democratiche», il colore venne mantenuto.
Con la trasformazione della Repubblica Italiana in Regno d'Italia (1805-1814), anch'esso ente statale non comprendente l'intera penisola italiana, la bandiera non subì modifiche sostanziali. La spinta rivoluzionaria napoleonica subì nel frattempo un'evoluzione, assumendo tinte più reazionarie: venne abolito, ad esempio, il calendario rivoluzionario francese, che fu sostituito dal ripristino dell'antico calendario gregoriano, e molti miti della rivoluzione francese, come la presa della Bastiglia, furono messi in secondo piano.
Questo vento di cambiamento si ripercosse anche sull'uso delle bandiere e delle coccarde: il tricolore italiano fu sempre più sostituito da quello francese, con il blu della bandiera d'oltralpe che prese il posto del verde del vessillo italiano. Questo cambiamento fu anche formale: le fasce dei sindaci ora erano costituite dal tricolore francese e non più da quello italiano.
Nonostante queste limitazioni il tricolore verde, bianco e rosso continuò a entrare sempre di più nell'immaginario collettivo degli italiani diventando, a tutti gli effetti, un simbolo inequivocabile di italianità. In poco meno di vent'anni, la bandiera italiana, da semplice vessillo derivato da quello francese, aveva acquisito una sua peculiarità, divenendo assai celebre e conosciuta.

## Il Risorgimento

### Dai moti del 1821 alle rivolte del 1848

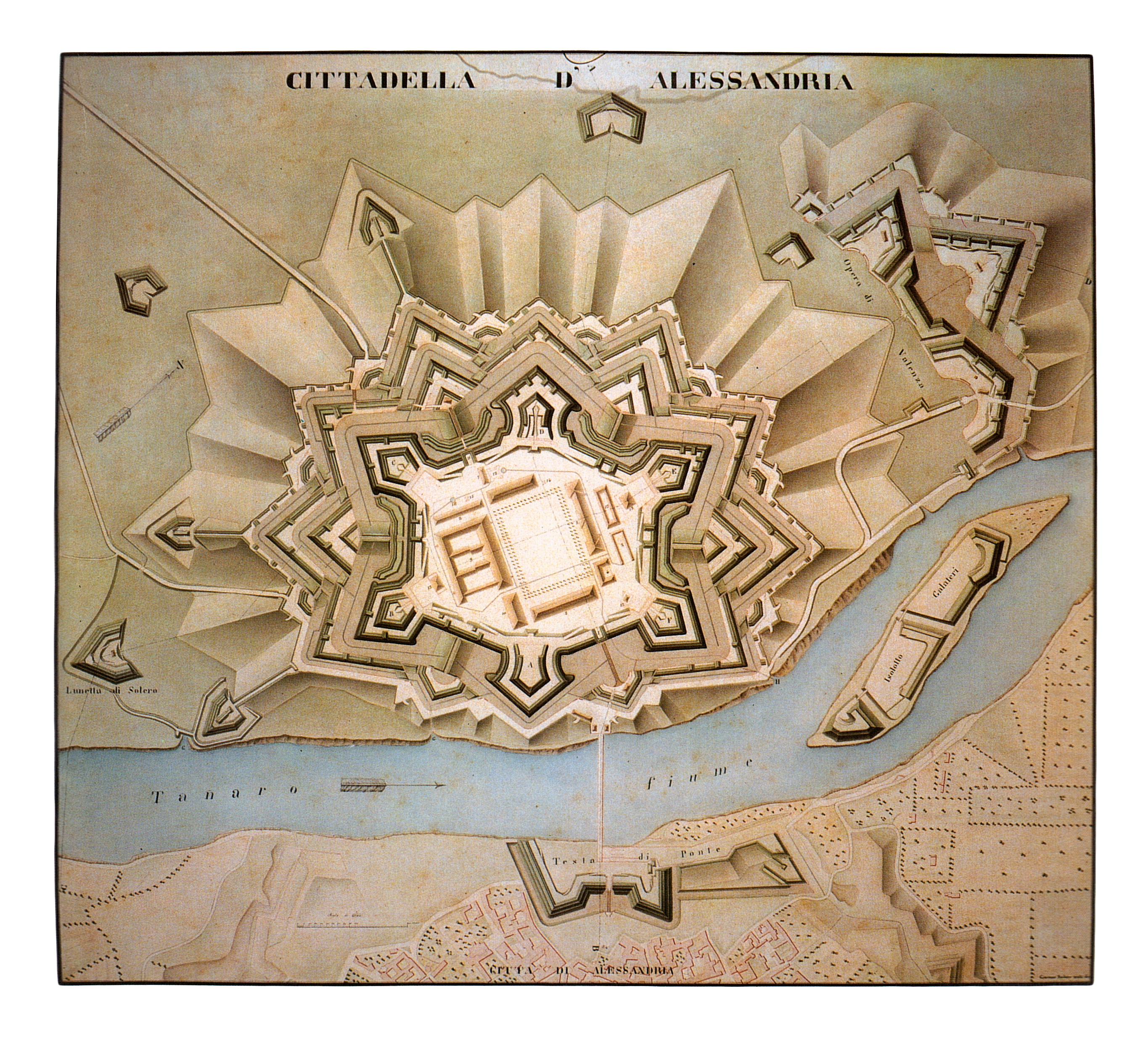
Pianta del 1844 della cittadella di Alessandria

Con la caduta di Napoleone e la Restaurazione dei regimi monarchici assolutistici, il tricolore italiano entrò in clandestinità, diventando simbolo dei fermenti patriottici che iniziarono a percorrere l'Italia, la cui stagione è conosciuta come Risorgimento. Nel Regno Lombardo-Veneto, Stato dipendente dall'Impero austriaco e nato dopo la caduta di Napoleone, per chi esponeva il tricolore italiano era prevista la pena di morte. L'obiettivo degli austriaci era infatti, citando le testuali parole dell'imperatore Francesco Giuseppe I d'Austria, di "fare dimenticare di essere italiani".
L'11 marzo 1821, durante i moti piemontesi, il tricolore italiano sventolò per la prima volta nella storia risorgimentale alla cittadella di Alessandria dopo l'oblio causato dalla Restaurazione. All'episodio Giosuè Carducci dedicò questi versi:
(Piemonte, Giosuè Carducci)
Non tutte le fonti sono però concordi; alcune di esse documentano il fatto che la bandiera che garriva ad Alessandria fosse in realtà costituita da altri colori: il vessillo del Regno di Sardegna oppure il tricolore nero, rosso e blu della carboneria. 

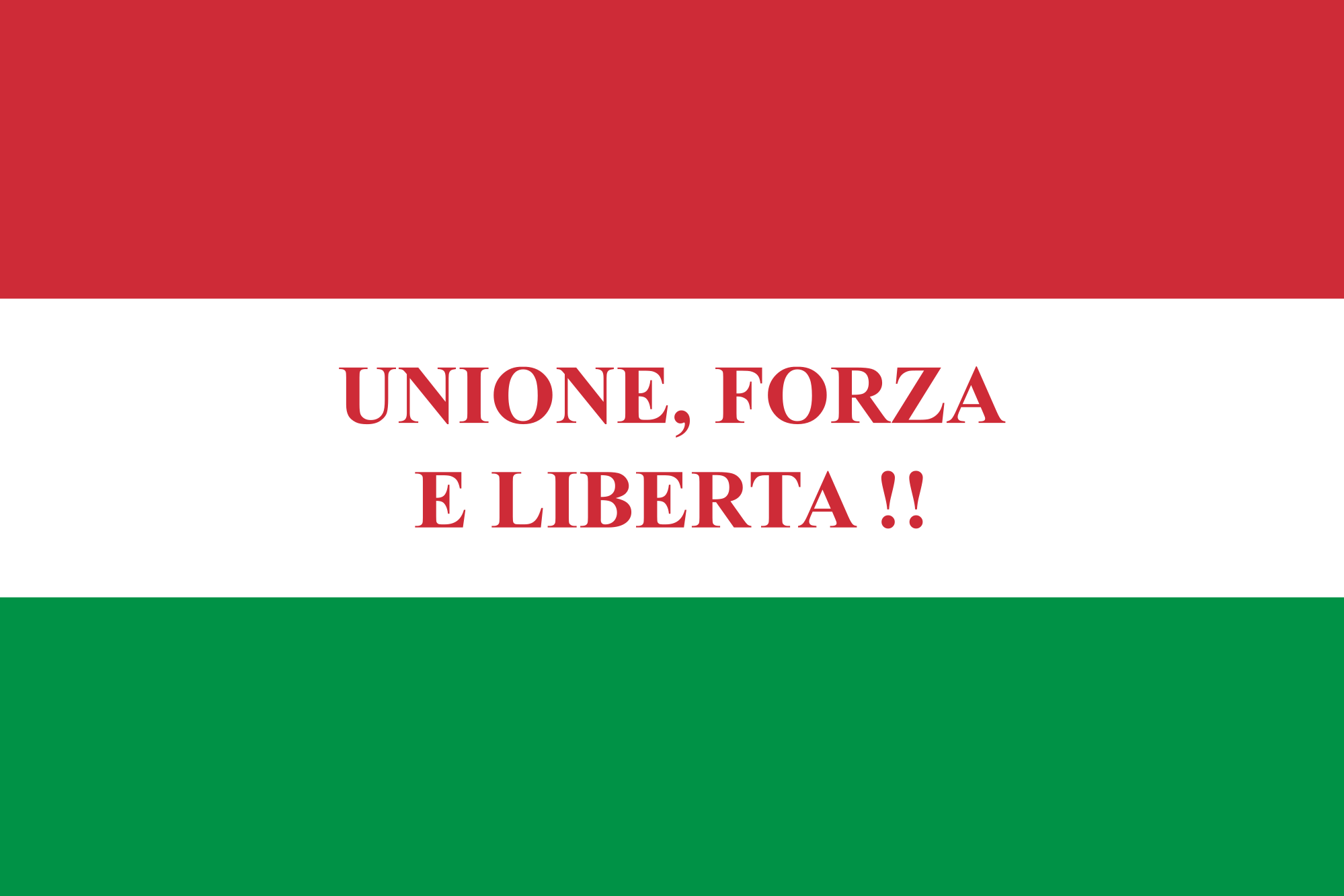
Bandiera della Giovine Italia

La bandiera verde, bianca e rossa riapparve nel corso dei moti del 1830-1831, soprattutto grazie a Ciro Menotti, il patriota che diede inizio alla ribellione in Italia. Menotti, in particolare, sosteneva che la migliore forma di Stato per l'Italia unita fosse la monarchia con un Sovrano scelto da un congresso nazionale: punti fermi di questa idea erano Roma capitale d'Italia e la bandiera tricolore come vessillo nazionale. Il 5 febbraio 1831, durante i moti di Forlì, la patriota Teresa Cattani si avvolse nel tricolore durante l'assalto del palazzo sede della Legazione di Romagna sfidando gli spari dei soldati pontifici.
Nel 1831 il tricolore venne scelto da Giuseppe Mazzini come emblema della Giovine Italia con queste parole:
(Giuseppe Mazzini in Istruzione generale per gli affratellati della Giovine Italia)

Foglie, fiori e bacche del corbezzolo, i cui colori richiamano la bandiera d'Italia: per tale motivo questo cespuglio è considerato uno dei simboli patri italiani

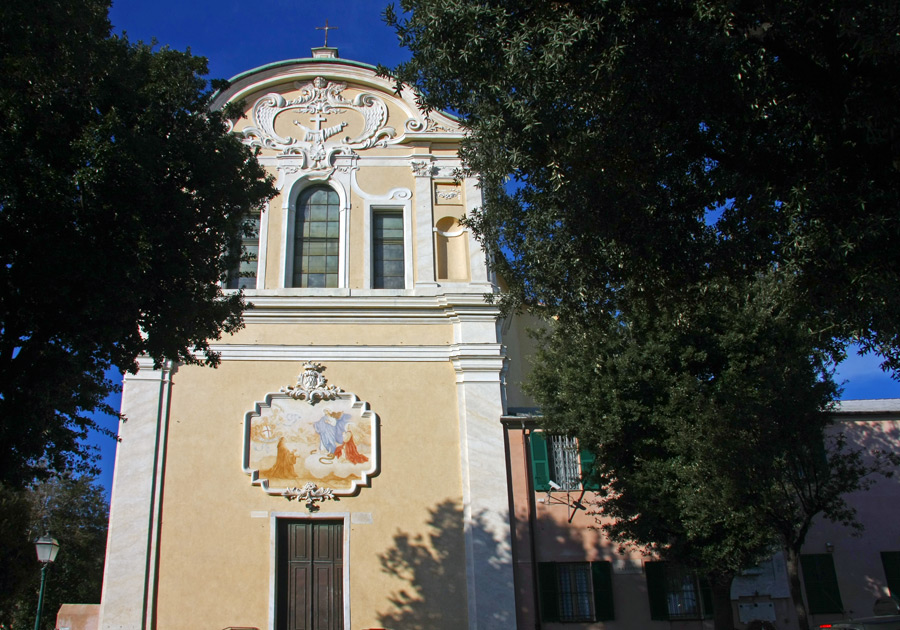
Il santuario della Nostra Signora di Loreto del quartiere genovese di Oregina davanti al quale, il 10 dicembre 1847, fece il suo debutto pubblico il Canto degli Italiani di Goffredo Mameli e Michele Novaro

Una bandiera originale della Giovine Italia è conservata presso il Museo del Risorgimento e istituto mazziniano di Genova. Altri motti della Giovine Italia erano «Unione, forza e libertà» e «Dio e popolo». Mazzini, a proposito del motivo per il quale i patrioti italiani avessero partecipato ai moti del 1830-1831, disse:
(Giuseppe Mazzini)

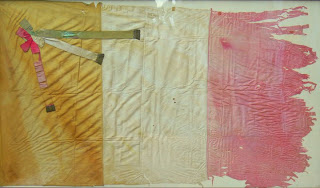
La bandiera issata dagli insorti a Pieve Fosciana nel marzo del 1831.

Nel 2011 è stata rinvenuta ed esposta al pubblico la bandiera originale che tra il 5 e l'8 marzo 1831 fu issata dagli insorti sulla rocca di Pieve Fosciana, nel Ducato di Modena e Reggio, nel corso della rivolta del Tricolore di Pieve Fosciana, subito dopo i moti di Modena promossi da Ciro Menotti e Antonio Angelini. 
A partire dal 1833-1834, proprio grazie all'opera di Mazzini, il simbolismo del tricolore si diffuse sempre di più lungo la penisola a iniziare dall'Italia settentrionale e centrale. Nel 1834 venne adottato dai rivoltosi che tentarono di invadere la Savoia, mentre un vessillo tricolore della Giovane Italia fu portato nel 1835 in America meridionale da Giuseppe Garibaldi durante il suo esilio. La bandiera italiana si diffuse anche tra gli esiliati politici, diventando il simbolo della lotta per l'indipendenza e della pretesa di avere costituzioni più liberali.
Il tricolore italiano fu sventolato anche durante le insurrezioni del 1837 in Sicilia, del 1841 in Abruzzo e del 1843 in Romagna. Nel 1844 un tricolore della Giovine Italia accompagnò i fratelli Bandiera nel fallito tentativo di sollevare le popolazioni del Regno delle Due Sicilie. I patrioti al seguito dei due fratelli indossavano una divisa costituita da una camicia blu e verde, dei pantaloni bianchi, dei paramani rossi, un colletto rosso e verde, una cintura di cuoio rosso e un berretto con appuntata una coccarda italiana tricolore.
Tricolori italiani sventolarono, sfidando le autorità, che ne avevano decretato il divieto, anche in occasione della commemorazione della rivolta del quartiere genovese di Portoria contro gli occupanti asburgici durante la guerra di successione austriaca. Nel corso di tale manifestazione, che avvenne il 10 dicembre 1847 a Genova sul piazzale del santuario della Nostra Signora di Loreto del quartiere di Oregina, debuttò, eseguito dalla Filarmonica Sestrese, Il Canto degli Italiani di Goffredo Mameli e Michele Novaro, inno nazionale italiano dal 1946. Il Canto degli Italiani, in una strofa, cita la bandiera italiana:
(Il Canto degli Italiani, Goffredo Mameli, vv. 16-17)
Questo passaggio, che si legge nella seconda strofa, richiama alla speranza ("la speme") che l'Italia, ancora divisa negli stati preunitari, si fonda finalmente in un'unica nazione raccogliendosi sotto una sola bandiera: il tricolore. A partire dal Risorgimento la pianta del corbezzolo iniziò a essere considerata un simbolo patrio italiano per via delle foglie verdi, dei fiori bianchi e delle bacche rosse, che richiamano i colori della bandiera italiana.

### La primavera dei popoli

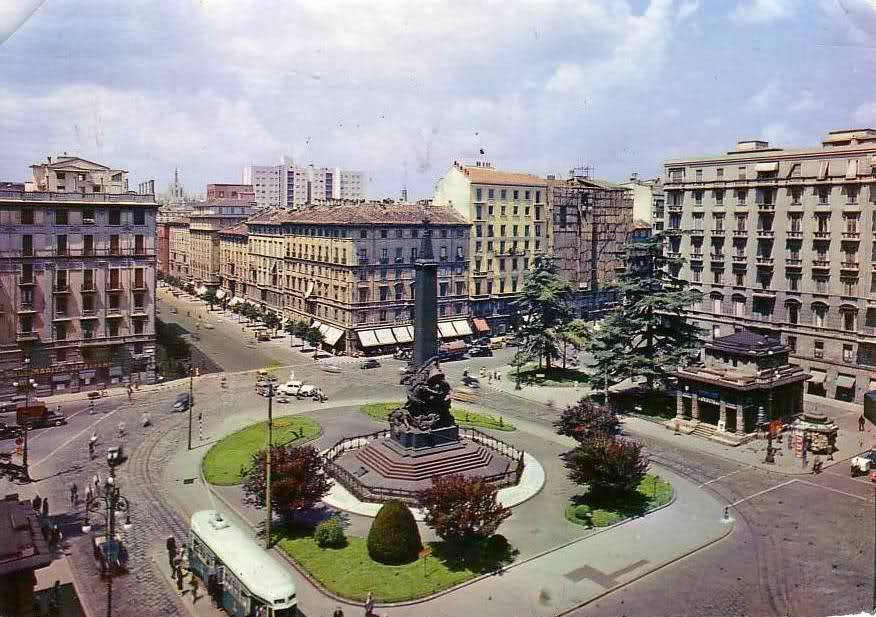
Piazza Cinque Giornate a Milano in una foto anteriore al 1960. Al centro si distingue il monumento realizzato da Giuseppe Grandi in commemorazione dei moti milanesi del 1848, mentre sulla destra è riconoscibile il piccolo edificio ottocentesco che ospitava i caselli daziari di Porta Vittoria

La bandiera italiana fu poi protagonista della primavera dei popoli, ovvero dell'ondata di moti rivoluzionari che sconvolsero l'Europa dal 1848 al 1849.

### Le cinque giornate di Milano
Dal 18 al 22 marzo 1848 le cinque giornate di Milano furono caratterizzate da una profusione di bandiere e coccarde tricolori. Il 20 marzo, durante furiosi combattimenti, con gli austriaci asserragliati nel Castello Sforzesco e all'interno dei sistemi difensivi delle mura cittadine, i patrioti Luigi Torelli e Scipione Bagaggia riuscirono a salire sul tetto del Duomo e a issare il tricolore italiano sulla guglia più alta della cattedrale milanese, quella su cui svetta la Madonnina. Prima di giungere a destinazione, la bandiera fu benedetta dal parroco don Felice Lavelli-de Capitani. Al momento della comparsa del tricolore sulla guglia della Madonnina, la folla sottostante salutò l'evento con una serie di entusiasti "Evviva!". Questa storica bandiera è conservata all'interno del Museo del Risorgimento di Milano.
Il patriota Luciano Manara riuscì a issare il tricolore, tra i colpi d'artiglieria degli austriaci, sulla sommità di Porta Tosa, la prima delle porte milanesi ad essere conquistata: per ricordare l'evento, nel 1861, a Unità d'Italia avvenuta, essa mutò il nome in Porta Vittoria; dell'antica porta rimangono solo i caselli daziari, il resto venne in seguito demolito. Per lo stesso motivo la piazza su cui sorgeva la porta venne successivamente ribattezzata "piazza Cinque Giornate"; in questo spiazzo fu poi realizzato, in ricordo ai moti milanesi, un grande monumento opera di Giuseppe Grandi che venne inaugurato il 18 marzo 1895 e che ha alla sua base l'ossario dei caduti durante le cinque giornate. 

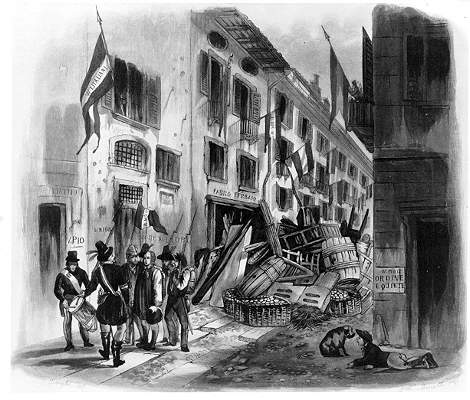
Le cinque giornate di Milano. Uno dei suoi simboli fu il tricolore

Alle cinque giornate di Milano partecipò anche il clero cittadino. Il diplomatico e scrittore austriaco Joseph Alexander Hübner, a tal proposito, osservò che durante la rivolta milanese:
(Joseph Alexander Hübner)
Il 22 marzo nacque il Governo provvisorio di Milano presieduto dal podestà Gabrio Casati. Alla notizia dell'abbandono della città da parte delle truppe austriache del feldmaresciallo Josef Radetzky, che avvenne il giorno stesso e che significò la liberazione di Milano, il Governo provvisorio emise un proclama che recitava:
(Proclama del Governo provvisorio di Milano)
L'esibizione del tricolore da parte dei patrioti italiani nel Regno Lombardo Veneto, continuò anche durante la repressione della rivolta e fu tale che il suo utilizzo venne vietato dagli austriaci con una apposita "Notificazione":
Ogni singolo individuo poi, che in avvenire si trovasse munito di un contrassegno simile, sarà considerato come ribelle, soggetto alla legge marziale, e sottoposto, secondo le circostanze, al giudizio statario o di un Consiglio di Guerra.»
(Dal quartier Generale di Padova li 23 Febbrajo 1849 - L'Imp. R. Comandante il II Corpo d'Armata di Riserva - Il Tenente Maresciallo - BAR. HAYNAU)
Il processo di trasformazione della bandiera d'Italia in uno dei simboli patri italiani venne completato, consolidandosi definitivamente, durante i moti milanesi.

### La prima guerra d'indipendenza
Anche le manifestazioni di giubilo susseguenti all'approvazione dello Statuto Albertino del Regno di Sardegna, che venne promulgato il 4 marzo 1848, furono caratterizzato dalla profusione di bandiere, coccarde, sciarpe e nastri tricolori che ornavano i vestiti della popolazione.
Il re di Sardegna Carlo Alberto di Savoia, quando scoppiò la prima guerra d'indipendenza (23 marzo 1848, ovvero all'indomani della cacciata degli austriaci da Milano), assicurò al governo provvisorio della città lombarda che le sue truppe, pronte a venirgli in aiuto, avrebbero utilizzato come bandiera militare un tricolore con lo stemma sabaudo sovrapposto sul bianco. In particolare, il proclama del re del 23 marzo 1848 ai lombardi e ai veneti, avente decisi connotati politici, recitava:
(Carlo Alberto di Savoia)

La bandiera adottata da Carlo Alberto di Savoia nel 1848

La notte del 23 marzo 1848 Carlo Alberto, dal balcone della sua Reggia, comunicò al popolo la decisione di venire in aiuto ai patrioti lombardi e ai veneti insorti contro gli austriaci, dando il via alla prima guerra di indipendenza, sventolando una fascia tricolore. È di questo periodo l'ufficializzazione della lingua italiana come idioma del Regno di Sardegna: venne infatti introdotto l'articolo 62 dello Statuto Albertino, da poco approvato, che prescriveva l'obbligo dell'utilizzo dell'italiano nel Parlamento del Regno di Sardegna, fermo restando la deroga per i parlamentari francofoni, che potevano parlare in lingua francese. La lingua italiana era stata introdotta nel Ducato di Savoia, come lingua co-ufficiale, nel 1562, quando si affiancò al latino e al francese: contestualmente Emanuele Filiberto di Savoia, duca sabaudo dal 1553 al 1580, spostò la capitale del ducato da Chambéry a Torino.
Un tricolore di fortuna formato da camicie rosse, mostre verdi e un lenzuolo bianco, fu issato sul pennone della nave che riportava Giuseppe Garibaldi in Italia dall'America meridionale poco dopo lo scoppio della prima guerra d'indipendenza. I patrioti che si erano ritrovati al porto di Genova per accoglierne il ritorno diedero ad Anita Garibaldi, davanti a 3.000 persone, un tricolore da consegnare all'Eroe dei due Mondi affinché la piantasse sul suolo lombardo.
L'11 aprile 1848 il tricolore italiano divenne ufficialmente, tramite regio decreto, unica bandiera utilizzata sulle navi da guerra e sulla flotta mercantile del Regno di Sardegna, mentre il 28 aprile 1848, con analogo provvedimento, il vessillo verde, bianco e rosso diventò insegna ufficiale delle milizie comunali dello Stato sardo. L'8 maggio 1848 il vessillo tricolore completò l'iter istituzionale, diventando bandiera nazionale ufficiale del Regno di Sardegna, quando fu innalzato per la prima volta su Palazzo Madama a Torino, sede del Senato Subalpino. In un discorso pronunciato il 9 giugno 1848 davanti al Parlamento del Regno di Sardegna, re Carlo Alberto dichiarò:
(Carlo Alberto di Savoia)

### La primavera dei popoli nel Regno delle Due Sicilie

La bandiera adottata dal Regno delle Due Sicilie dal 1848 al 1849

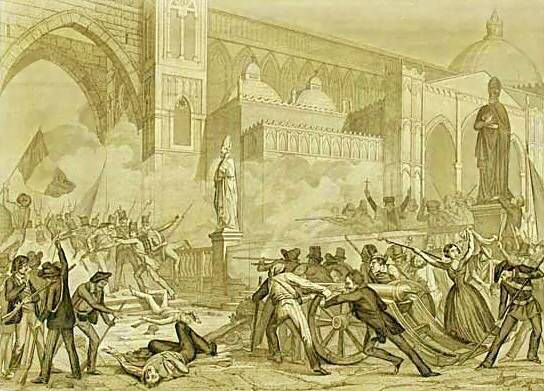
Fasi della rivoluzione siciliana avvenute a Palermo in una stampa d'epoca

Ferdinando II di Borbone, re delle Due Sicilie, poco dopo lo scoppio delle rivolte, concesse prima la costituzione (10 febbraio 1848) e poi accordò (23 febbraio) l'utilizzo di sciarpe tricolore come ornamento della bandiera nazionale:
(Decreto di Carlo Troya, presidente del Consiglio dei ministri del Regno delle Due Sicilie)
Il tricolore, nel Regno delle Due Sicilie, iniziò a sventolare il 12 gennaio nel corso della rivolta di Palermo contro il governo borbonico, che diede poi origine all'auto-proclamatosi Regno di Sicilia, durante la cui esistenza i patrioti solevano cantare, in lingua siciliana, il brano popolare Lu dudici jnnaru 1848 (it. "Il dodici gennaio 1848"):
(Lu dudici jnnaru 1848)
Le rivolte però non si placarono e il Regno di Sicilia, nel frattempo, decretò come bandiera nazionale un vessillo verde, bianco e rosso con una trinacria al centro.

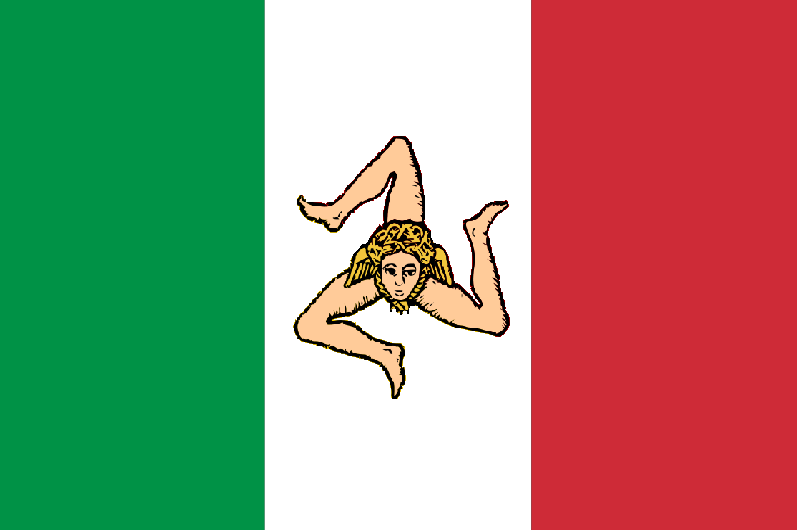
La bandiera adottata dal Regno di Sicilia dal 1848 al 1849

In seguito ai tumulti scoppiati fuori dal neoinsediato Parlamento napoletano (15 maggio), Ferdinando II di Borbone decise di spedire le truppe a sedare le rivolte in tutto il Regno delle Due Sicilie, ritrattando nel contempo tutte le concessioni fatte poco tempo prima, costituzione e istituzione del parlamento compresi. Il generale borbonico Carlo Filangieri, durante le azioni di repressione, requisì ventuno bandiere italiane ai patrioti siciliani di Caltagirone, Catania, Leonforte e Siracusa: il 10 settembre 1848 il generale spedì a re Ferdinando II questo messaggio:
(Carlo Filangieri)
Questi ventuno tricolori furono poi trasferiti a Gaeta all'interno del santuario della Santissima Trinità, dove vennero esposti come trofeo. Nel febbraio 1861, dopo l'assedio di Gaeta, ultimo baluardo fortificato del Regno delle Due Sicilie, quando Vittorio Emanuele II di Savoia sconfisse definitivamente le truppe di Francesco II decretando la fine del regno borbonico, dodici di queste bandiere vennero recuperate: in seguito vennero trasferite al museo dell'Archivio di Stato di Napoli. Durante l'assedio di Messina, evento parte della rivoluzione siciliana del 1848, gli ultimi patrioti che resistevano all'attacco dei borbonici all'interno di un convento, piuttosto che consegnarsi, scelsero di gettarsi in un pozzo portando con sé le loro bandiere tricolori.

### La primavera dei popoli nel Granducato di Toscana
Leopoldo II d'Asburgo-Lorena, granduca di Toscana, nell'atto di concessione della costituzione (17 febbraio 1848), non cambiò il vessillo nazionale ("[...] Lo Stato conserva la sua bandiera e i suoi colori [...]"), ma accordò in seguito alle milizie toscane, tramite decreto, l'utilizzo di una sciarpa tricolore accanto ai simboli del Granducato (25 marzo 1848):
(Decreto di Leopoldo II d'Asburgo-Lorena del 25 marzo 1848)

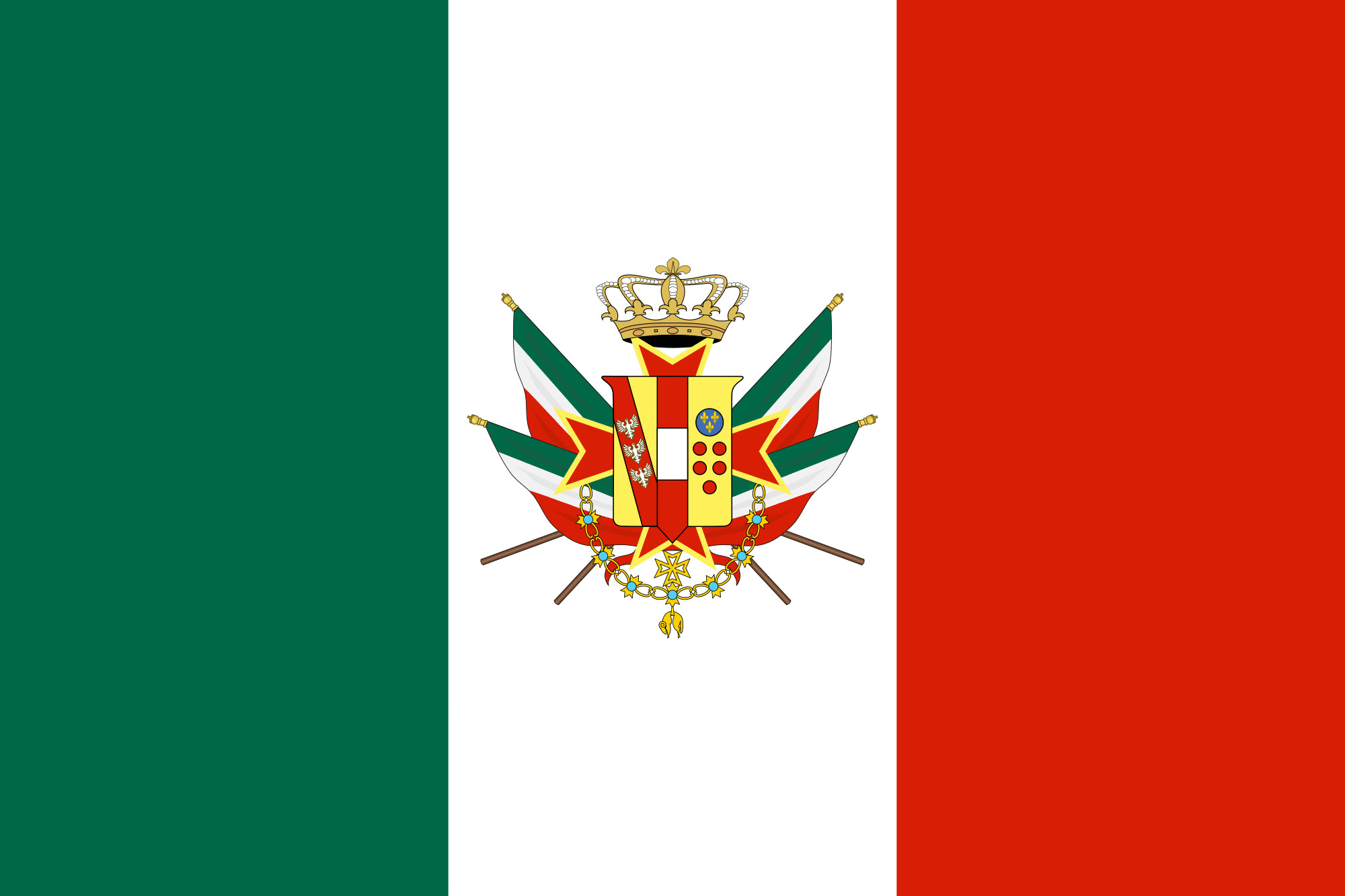
La bandiera adottata dal Granducato di Toscana dal 1848 al 1849

Il granduca, in seguito alle pressioni dei patrioti toscani, adottò poi la bandiera italiana anche come vessillo di Stato e come stendardo militare per le truppe mandate in aiuto a Carlo Alberto di Savoia per combattere la prima guerra d'indipendenza. Il decreto del 17 aprile 1848 di Leopoldo II di Toscana infatti recitava:
(Decreto di Leopoldo II d'Asburgo-Lorena del 17 aprile 1848)
Nella stessa data Viareggio fu la prima città d'Italia ad adottare nello stemma comunale il tricolore italiano.
La svolta del Granduca durò fino alla fine della prima guerra d'indipendenza (1849), che terminò con la sconfitta dell'esercito di Carlo Alberto di Savoia: dopo di essa vennero ripristinate le antiche bandiere.  
Tuttavia, nonostante il ritorno alla vecchia bandiera del Granducato, Viareggio decise di mantenere il nuovo stemma comunale con il tricolore italiano, che è rimasto in vigore ininterrottamente fino a oggi. 
Solo il Regno di Sardegna confermò il tricolore italiano come bandiera nazionale di Stato anche a primo conflitto risorgimentale terminato.

### La primavera dei popoli nei ducati emiliani

La bandiera adottata dal Ducato di Parma e Piacenza nel 1848

Analoghi provvedimenti vennero adottati dal Ducato di Parma e Piacenza e dal Ducato di Modena e Reggio. Nel Ducato di Parma e Piacenza la primavera dei popoli portò all'istituzione di un comitato di reggenza nominato dal duca Carlo II di Borbone-Parma che ebbe il compito di preparare la costituzione. Il 22 marzo il comitato di reggenza decretò:
(Decreto del comitato di reggenza del Ducato di Parma e Piacenza)
Il 9 aprile un secondo decreto stabilì:
(Decreto del comitato di reggenza del Ducato di Parma e Piacenza)
Francesco V d'Asburgo-Este, Duca di Modena e Reggio, il 25 marzo prese una decisione analoga e nominò anch'egli un comitato di reggenza. Il 3 aprile questo comitato fece un proclama, un cui stralcio recitava:
(Decreto del comitato di reggenza del Ducato di Modena e Reggio)

### La primavera dei popoli nello Stato Pontificio

Bandiera della Repubblica Romana

Bandiera di guerra della Repubblica Romana

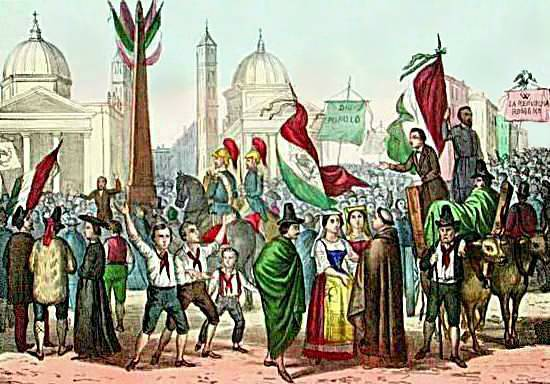
La proclamazione della Repubblica Romana in piazza del Popolo a Roma tra una profusione di bandiere tricolori

La prima fase del pontificato di papa Pio IX fu caratterizzata da una progressiva apertura alle richieste liberali della popolazione: all'inizio del 1848, in questo contesto, il sommo pontefice concesse l'utilizzo di cravatte tricolori annodate sui vessilli militari dell'esercito dello Stato della Chiesa:
(Proclama operativo del 20 marzo 1848 di Camillo Aldobrandini, comandante della Guardia civica del papa)
Successivamente, a causa delle proteste dei cattolici di lingua tedesca, papa Pio IX cambiò atteggiamento, mettendosi contro i fermenti patriottici che pervadevano la penisola italiana. La Repubblica Romana, costituitasi il 9 febbraio 1849 in seguito alla rivolta contro lo Stato Pontificio che detronizzò il papa, che nel frattempo aveva cambiato atteggiamento nei confronti patrioti, il 12 febbraio adottò come vessillo nazionale una bandiera verde, bianca e rossa con un'aquila repubblicana sulla punta dell'asta.
La Repubblica Romana resistette fino al 4 luglio 1849, quando capitolò ad opera dell'esercito francese. Le truppe d'oltralpe, come ultimo atto, entrarono nel municipio di Roma dove erano asserragliati gli ultimi membri dell'assemblea repubblicana non ancora catturati: il loro segretario Quirico Filopanti si arrese indossando una sciarpa tricolore.

### La primavera dei popoli a Venezia
Il tricolore della Repubblica di San Marco, proclamatasi indipendente il 22 marzo del 1848 dall'Impero austriaco, era invece caratterizzato da un Leone Alato collocato in alto a sinistra:
(Decreto del governo provvisorio della Repubblica di San Marco datato 27 marzo 1848)

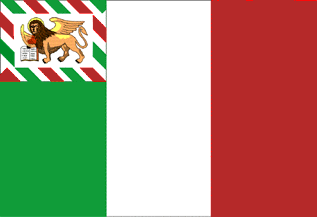
La bandiera adottata dalla Repubblica di San Marco dal 1848 al 1849

La bandiera tricolore del 1848 che salutò la cacciata degli austriaci dalla città lagunare è conservata presso il Museo del Risorgimento e dell'Ottocento veneziano. Un cronista dell'epoca descrisse così i momenti finali della successiva capitolazione della Repubblica di San Marco ad opera delle truppe austriache, che avvenne il 22 agosto 1849:
(Cronista testimone delle ultime ore della Repubblica di San Marco)
In precedenza alcuni patrioti veneziani, il 7 gennaio 1849, si recarono in viaggio a Roma, dove consegnarono un tricolore ai patrioti della Repubblica Romana. Il tricolore sventolò anche sulle barricate delle dieci giornate di Brescia e in molti altri centri come Varese, Gallarate, Como, Melegnano, Cremona, Monza, Udine, Trento, Verona, Rovigo, Vicenza, Belluno e Padova.
Questa diffusione lungo tutta la penisola italiana fu la dimostrazione che la bandiera tricolore aveva ormai assunto un simbolismo consolidato e valido su tutto il territorio nazionale. In precedenza erano comuni, tra i patrioti, anche i colori della carboneria, ovvero il rosso, l'azzurro e il nero, ma dal 1848 il ruolo di simbolo identificativo della lotta per l'indipendenza fu assunto univocamente dal tricolore verde, bianco e rosso. L'iconografia della bandiera italiana iniziò poi a diffondersi, oltre che in ambito vessillologico e militare, anche in alcuni oggetti quotidiani come sciarpe e tessuti per abiti.

### Dalla guerra di Crimea all'Unità d'Italia

Il tricolore con lo stemma sabaudo, vessillo del Regno di Sardegna e poi prima bandiera dell'Italia unita

Il 14 aprile 1855, prima della partenza per la guerra di Crimea, le bandiere tricolori italiane vennero affidate solennemente ai soldati del Corpo di Spedizione Sardo da re Vittorio Emanuele II di Savoia, succeduto nel 1849 al padre Carlo Alberto, con la seguente frase di commiato:
(Vittorio Emanuele II di Savoia)
Una delle bandiere italiane che parteciparono alla guerra di Crimea è conservata all'Armeria Reale di Torino. Nel 1857 una bandiera italiana con l'asta sormontata da un berretto frigio e con archipendolo, simbolo di equilibrio sociale, fu protagonista della spedizione di Sapri, ovvero del fallito tentativo di innescare una rivolta nel Regno delle Due Sicilie perpetrato da Carlo Pisacane; Pisacane, per non farsi catturare, si suicidò – secondo la leggenda – fasciato con una bandiera tricolore.

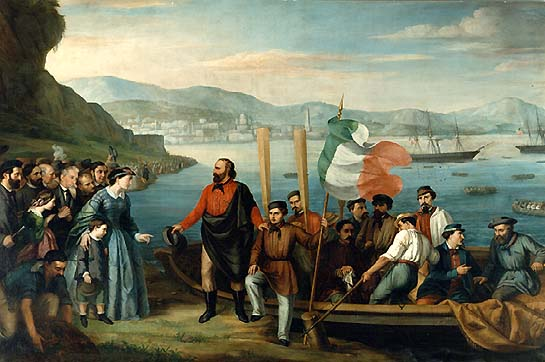
La partenza della spedizione dei Mille da Quarto

Il 10 gennaio 1859 re Vittorio Emanuele II di Savoia davanti ai membri del parlamento annunciò l'imminente entrata in guerra del Regno di Sardegna contro l'Impero austriaco con queste parole.
(Vittorio Emanuele II)
Quando scoppiò la guerra, nell'esercito sabaudo si arruolarono volontari provenienti da tutta Italia. Nel contempo Firenze fu invasa da bandiere tricolori e la popolazione iniziò rumoreggiare: il Granduca, per evitare il peggio, decise di lasciare la Toscana, dove non vi fece più ritorno. Carlo Bon Compagni di Mombello, già ambasciatore sabaudo a Firenze, assunse i poteri dal governo provvisorio dell'ormai ex Granducato e decretò l'adozione del tricolore come bandiera ufficiale di Stato. Carlo Bon Compagni di Mombello diventò poi il Governatore generale delle Province Unite del Centro Italia, organismo statale esistito dall'8 dicembre 1859 al 22 marzo 1860 che terminò la sua esistenza con l'annessione dell'Emilia-Romagna e della Toscana al Regno di Sardegna e che adottò, come bandiera, il tricolore. 

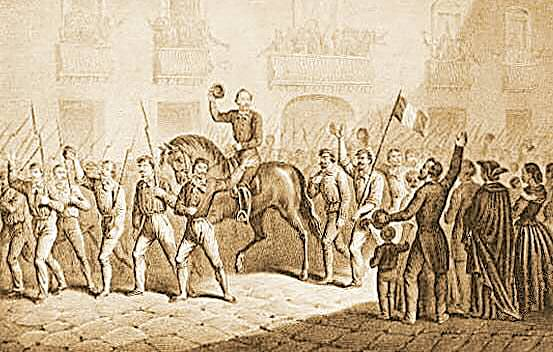
Garibaldini che entrano vittoriosi a Palermo

Durante la seconda guerra d'indipendenza le città che man mano venivano conquistate dal "re eletto" Vittorio Emanuele II di Savoia e da Napoleone III di Francia salutavano i due sovrani come liberatori in un tripudio di bandiere e coccarde tricolori; anche i centri in procinto di chiedere l'annessione al Regno di Sardegna tramite plebisciti sottolineavano la loro volontà di far parte di un'Italia unita con lo sventolio del tricolore. La bandiera italiana garriva infatti in Toscana, in Emilia, nelle Marche e in Umbria, ma anche in città che avrebbero dovuto aspettare qualche tempo prima di essere annesse, come Roma e Napoli.
È di questi anni il grande entusiasmo della popolazione nei confronti del tricolore: oltre che dall'esercito del Regno di Sardegna e dalle truppe di volontari che parteciparono alla seconda guerra d'indipendenza, la bandiera verde, bianca e rossa si diffuse capillarmente nelle regioni appena conquistate o annesse tramite plebiscito, comparendo sulle finestre delle case, nelle vetrine dei negozi e all'interno di locali pubblici come alberghi, taverne, osterie, ecc.
Il tricolore accompagnò, sebbene non ufficialmente, anche i volontari della spedizione dei Mille guidata da Giuseppe Garibaldi; l'Eroe dei due Mondi, in particolare, aveva una deferenza e un ossequio assoluto nei confronti della bandiera italiana. Prima di partire per l'Italia meridionale, Giuseppe Garibaldi disse:
(Giuseppe Garibaldi)

Bandiera del Regno delle Due Sicilie dal 1860 al 1861

Due dei tricolori originali che sventolavano sul piroscafo Lombardo che partecipò, insieme al Piemonte, alla spedizione dei Mille, sono conservati, rispettivamente, all'interno del Museo centrale del Risorgimento al Vittoriano a Roma e del Museo del Risorgimento di Palermo. Dopo un'iniziale prudenza, man mano che Garibaldi conquistava le città dell'Italia meridionale durante la sua risalita lungo la penisola, l'entusiasmo patriottico cresceva sempre di più, con le file dell'Esercito meridionale che si ingrossavano costantemente e con le bandiere tricolori che sventolavano ovunque. Già a Palermo, all'inizio della spedizione, i garibaldini vennero aiutati, nella guerra contro l'esercito borbonico, dai palermitani, che costruirono barricate per le vie della città su cui piantarono bandiere tricolori. A Palermo i cantastorie cantavano in lingua siciliana "Li tri colura spinci pr'ogni via", ovvero "alza il tricolore in ogni via".
Dopo l'abbandono della città da parte dell'esercito borbonico, a Palermo venne fondato il periodico bisettimanale Il Vessillo Italiano; a questo giornale seguiranno poi La Bandiera Italiana di Milano, Lo stendardo Italiano di Firenze e La bandiera italiana di Napoli.
Dopo aver consolidato le prime conquiste in Sicilia, il 17 giugno 1860 Giuseppe Garibaldi decretò che:
(Decreto del 17 giugno 1860 di Giuseppe Garibaldi)
Poco dopo la perdita della Sicilia, il 25 giugno 1860, re Francesco II di Borbone, tentando di limitare i danni vista la crescente partecipazione della popolazione all'impresa di Garibaldi, decretò che la bandiera verde, bianca e rossa fosse anche il vessillo ufficiale del suo Regno, con lo stemma delle Due Sicilie sovrapposto sul bianco:
(Decreto del 25 giugno 1860 di Francesco II di Borbone)
Per ironia della sorte, nella fase finale della spedizione dei Mille, il tricolore del Regno delle Due Sicilie garrì in antagonismo alla bandiera tricolore del Regno di Sardegna. Il 17 marzo 1861 venne proclamato il Regno d'Italia:
(Testo della legge n. 4671 del 17 marzo 1861 del Regno di Sardegna)
Il tricolore continuò a essere la bandiera nazionale anche del nuovo Stato, sebbene non ufficialmente riconosciuto da una legge specifica, ma regolamentato, per quanto riguarda la foggia dei vessilli militari, da un regio decreto del 25 marzo 1860 che rimase in vigore fino alla nascita della Repubblica Italiana (1946).
Nel periodo del brigantaggio postunitario, Fulco Salvatore Ruffo di Calabria, IX principe di Scilla, uno dei membri della corte di Francesco II di Borbone in esilio, in una lettera raccomandò al generale spagnolo José Borjes, inviato nell'Italia meridionale per guadagnare alla causa legittimista i briganti, l'uso della bandiera tricolore:
(Fulco Salvatore Ruffo di Calabria)
Il tricolore, in questo contesto, aveva un significato universale che era condiviso dai monarchici come dai repubblicani, dai progressisti e dai conservatori e dai guelfi come dai ghibellini: fu scelto come bandiera dell'Italia unita anche per tale motivo.

### Dalla terza guerra d'indipendenza alla presa di Roma

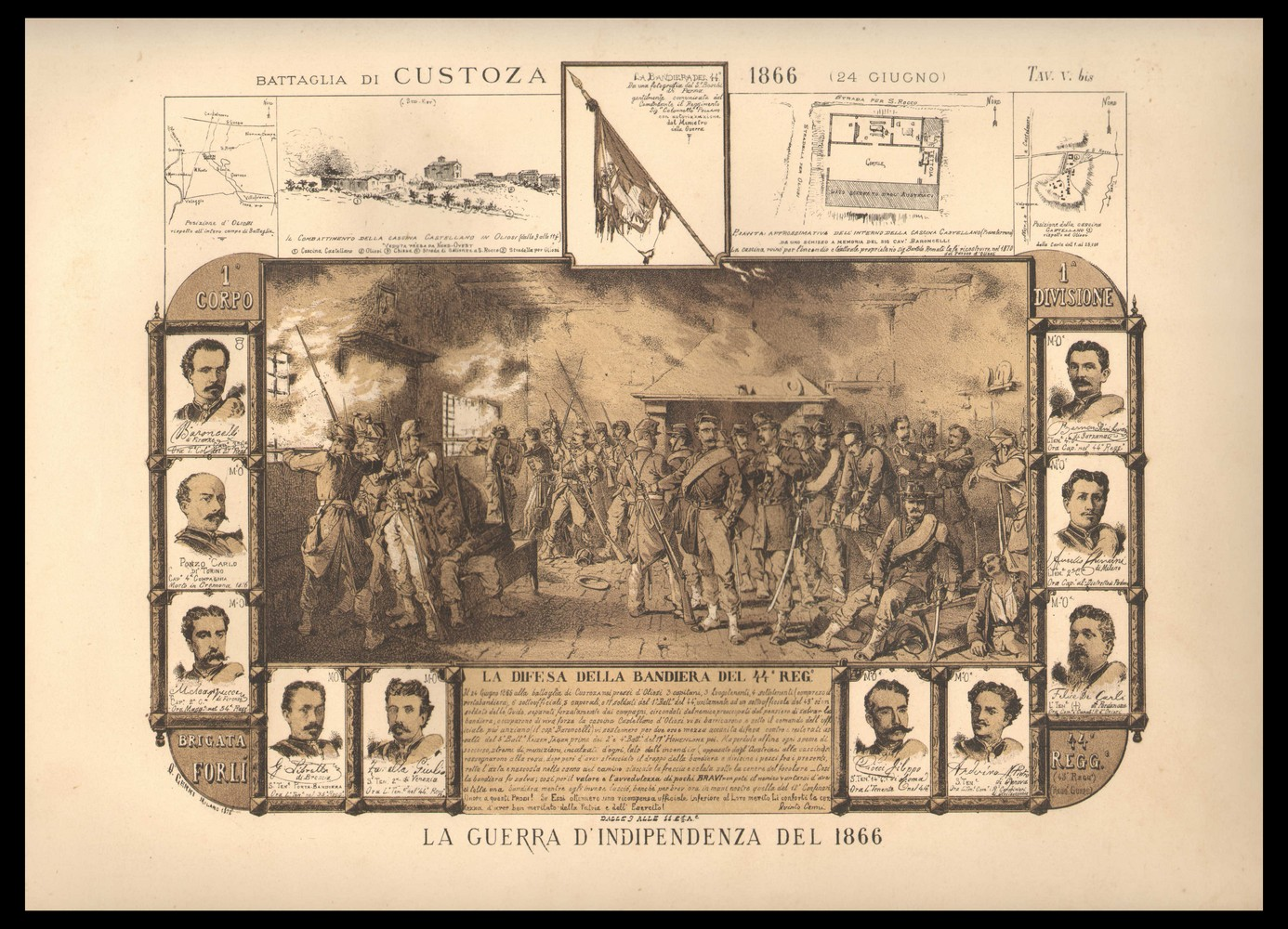
Stampa del 1866 ca. sul salvataggio del Tricolore di Oliosi

Durante la battaglia di Custoza (24 giugno 1866), scontro facente parte della terza guerra d'indipendenza italiana, i militari del 44º reggimento della brigata "Forlì" salvarono una bandiera tricolore dalla cattura delle truppe austriache. Per non consegnare al nemico il loro stendardo militare, stracciarono il drappo della bandiera tricolore in tredici pezzi, suddivisi tra i presenti, e nascosero quei brandelli di stoffa sotto la giubba. Terminata la guerra fu possibile recuperare undici delle tredici porzioni del drappo e ricostruire così la bandiera, che passò alla storia con il nome di "Tricolore di Oliosi".
Con la terza guerra d'indipendenza il Veneto fu annesso al Regno d'Italia; l'ingresso delle truppe italiane a Venezia, avvenuto il 19 ottobre 1866, fu salutato da un'invasione di bandiere tricolori. Dal momento della promulgazione di una delibera del suo consiglio comunale, datata 5 novembre 1866, Vicenza è l'unica città d'Italia ad aver adottato come proprio vessillo cittadino, in luogo del gonfalone civico, la bandiera tricolore, caricata dello stemma del comune. 
La città veneta decise di cambiare patriotticamente la natura della propria insegna poco prima della visita di re Vittorio Emanuele II, giunto in città per il conferimento della medaglia d'oro al valor militare guadagnata dalla municipalità veneta con la battaglia di Monte Berico, combattuta il 10 giugno 1848 nei dintorni della città: in occasione della visita del Sovrano, Vicenza presentò a Vittorio Emanuele II non il proprio gonfalone ma, decisione dalla quale sarà originata la sua successiva delibera, il tricolore italiano.
Massimo d'Azeglio fu tra i primi a riconoscere l'importanza della bandiera tricolore come strumento per formare una coscienza nazionale diffusa e capillare. A tal proposito dichiarò che la bandiera:
(Massimo d'Azeglio)

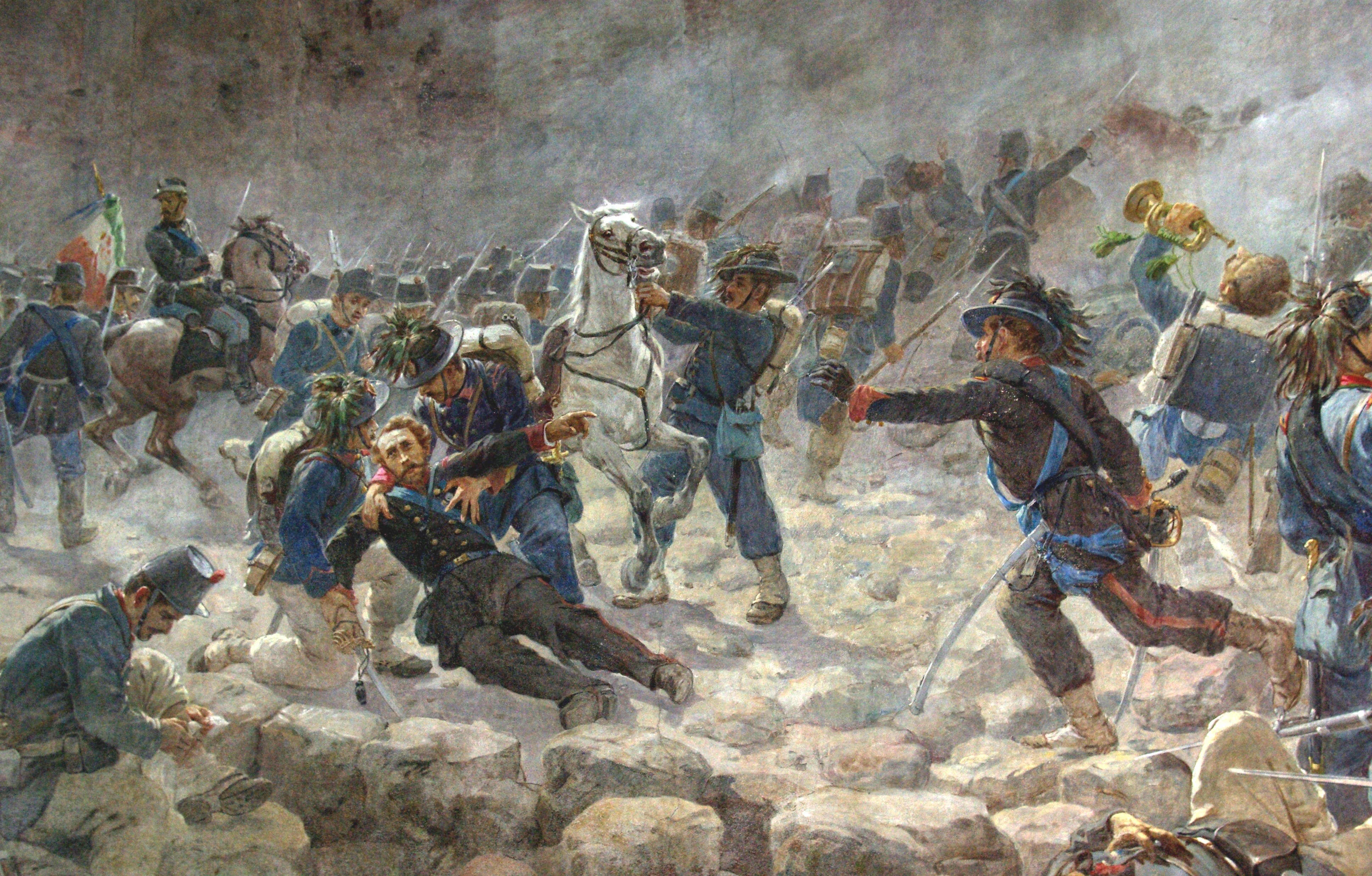
Un momento dei combattimenti che portarono alla conquista di Roma da parte del Regio Esercito

Sempre d'Azeglio, questa volta in riferimento al tricolore italiano, proferì queste parole:
(Massimo d'Azeglio)
Bandiere tricolori salutarono poi l'esercito italiano durante la marcia verso Roma, che si concluse con la breccia di Porta Pia del 20 settembre 1870 e con l'annessione di Roma e del Lazio al Regno d'Italia. Roma divenne ufficialmente capitale d'Italia il 1º gennaio 1871, mentre l'insediamento della corte reale e del governo ebbe luogo il 6 luglio dello stesso anno: da questa data il tricolore italiano sventola dal pennone più alto del Palazzo del Quirinale.

## Dalla presa di Roma alla prima guerra mondiale
Dopo l'Unità d'Italia l'uso del tricolore si diffuse sempre di più tra la popolazione: la bandiera, o i suoi colori, cominciarono a essere riportati sulle etichette dei prodotti commerciali, sui quaderni scolastici, sulle prime automobili, sulle confezioni di sigari, ecc. Anche tra gli aristocratici ebbe successo: le famiglie più importanti facevano sovente installare sulla facciata principale dei loro palazzi signorili un portabandiera dove collocavano il tricolore italiano. Iniziò poi a comparire fuori dagli edifici pubblici, dalle scuole, dagli uffici giudiziari e dagli uffici postali. È di questo periodo l'introduzione dell'uso della fascia tricolore per i sindaci e per i giurati delle corti di assise.

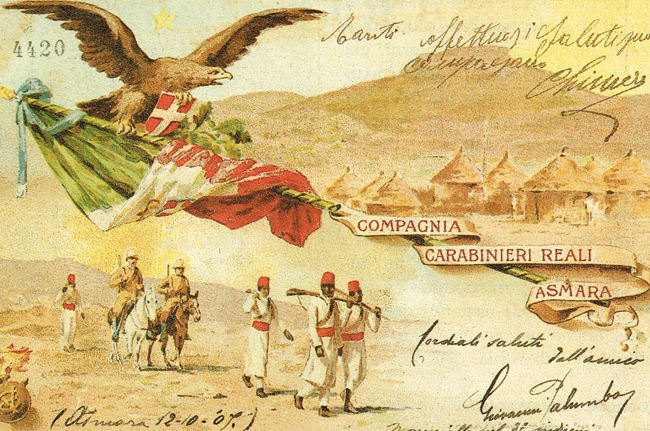
Cartolina dei Carabinieri Reali spedita dalla colonia eritrea nel 1907 e raffigurante un'aquila che porta in volo una bandiera italiana

L'unica città dove l'attaccamento alla bandiera non era sentito da tutta la popolazione era Roma: nella capitale era infatti presente un buon numero di cittadini ancora fedele al papato. A Roma il clero era ostile al neonato stato italiano in modo molto marcato, tanto da rifiutarsi di benedire il tricolore e da impedire alle bandiere italiane di entrare nelle chiese anche in occasione di funerali o di cerimonie pubbliche. La bandiera italiana era tollerata solo a seguito dei cortei funebri.
È del 1882 la fondazione della prima colonia italiana, la baia di Assab, che diventò il primigenio avamposto della futura Eritrea italiana: per la prima volta, il tricolore sventolò in un possedimento italiano in Africa. Non tutti erano favorevoli all'avventura coloniale: il deputato socialista Andrea Costa dichiarò che il tricolore non doveva garrire in una terra lontana, ma solo in Italia:
(Andrea Costa)
I detrattori dell'impresa coloniale sostenevano infatti che non andasse fatta confusione tra patriottismo e colonialismo. Nel 1887, dopo la sconfitta nella battaglia di Dogali, scontro avvenuto durante la guerra d'Eritrea, Francesco Crispi, che in quel momento non ricopriva incarichi politici di primo piano, dichiarò:
(Francesco Crispi)
Nel 1890 Giuseppe Galliano, tenente colonnello del Regio Esercito, poco prima della battaglia di Adua, azione militare parte della guerra di Abissinia che portò poi alla morte dell'ufficiale, scrisse una lettera a un superiore suo amico:
(Giuseppe Galliano)
Dopo la pesante sconfitta delle forze armate italiane ad Adua Francesco Crispi, nel frattempo diventato presidente del Consiglio dei ministri, si dimise, ponendo fine per diversi anni alle ambizioni coloniali italiane nel corno d'Africa.
Nel 1885 venne introdotta la maglia tricolore per il ciclista che si laurea campione d'Italia. Concettualmente, questo riconoscimento è simile al collocamento di uno scudetto tricolore sulle maglie della squadra campione d'Italia nel calcio, nel rugby, nella pallavolo, nella pallacanestro, ecc.; l'idea di apporre uno scudetto sulle maglie delle squadre sportive vincitrici dei rispettivi campionati nazionali fu di Gabriele D'Annunzio. Nel calcio, primo sport a farne uso, venne introdotto nel 1924.
Nel 1889, in ambito culinario, fu inventata la pizza Margherita, chiamata così in onore della regina Margherita di Savoia, i cui ingredienti principali richiamano la bandiera tricolore: verde per il basilico, bianco per la mozzarella e rosso per la salsa di pomodoro.
Nel 1897 la bandiera italiana compì cent'anni. La celebrazione fu molto sentita dalla popolazione, tant'è che l'Italia venne invasa da tricolori; la manifestazione più importante avvenne a Reggio nell'Emilia, dove il 7 gennaio di cento anni prima era nato il tricolore. Nel giorno della celebrazione nella città emiliana Giosuè Carducci definì la bandiera "benedetta" e la baciò alla fine del discorso. Uno stralcio del discorso del Carducci, che evidenzia l'importanza della bandiera nella storia d'Italia, recita:
(Giosuè Carducci)
Di questi anni è l'inizio dell'emigrazione italiana, soprattutto verso il continente americano: il tricolore, spesso portato nelle valigie dei migranti, iniziò a sventolare al di fuori dei confini nazionali, soprattutto nelle Little Italy che stavano formandosi nel mondo. Molte altre volte il sentimento di italianità e il legame con i suoi simboli – tricolore compreso – nacque o si rinforzò solo dopo che i migranti ebbero lasciato l'Italia. Questo legame con la terra d'origine non si sbiadiva con il passare delle generazioni: molto spesso era ancora vivo alla terza o quarta generazione. Qualche anno prima, nel 1861, il presidente Abraham Lincoln passò in rassegna alcuni reparti militari che stavano partecipando alla guerra di secessione americana: tra essi c'era una Garibaldi Guard, formata da immigrati italiani, che aveva come vessillo militare la bandiera tricolore della Giovine Italia.

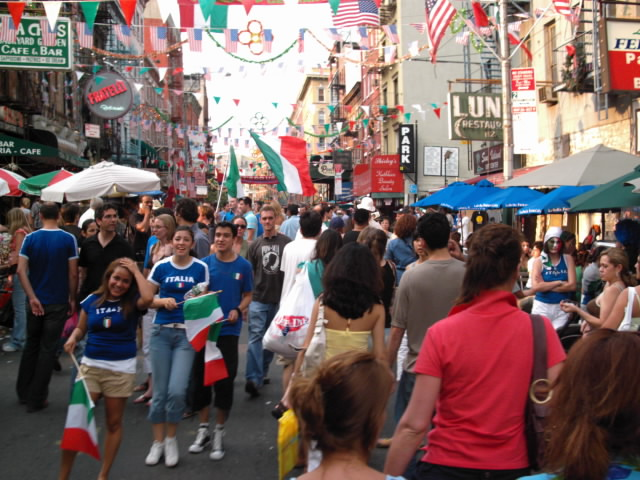
Festeggiamenti alla Little Italy di New York per la vittoria della Nazionale italiana di calcio ai campionati mondiali del 2006

Con le prime lotte sindacali di fine XIX secolo la bandiera italiana iniziò a sventolare tra le mani dei manifestanti durante gli scioperi. Anche durante le lotte perpetrate dai fasci siciliani tra il 1892 e il 1894 ci fu una profusione di bandiere italiane: a esse erano contrapposti i tricolori delle forze dell'ordine mandate dal governo a sedare le rivolte sindacali.
Il 25 aprile 1900 il tricolore italiano sventolò nella Terra di Francesco Giuseppe, un arcipelago situato a nord dell'Impero russo tra il mar Glaciale Artico e il mare di Kara: fu portato durante una spedizione organizzata nelle zone artiche che era capitanata dall'esploratore Umberto Cagni.
A cavallo tra il XIX e il XX secolo il patriottismo iniziò gradualmente a trasformarsi in nazionalismo; dal fervore patriottico ottocentesco che propugnava il voto popolare e la libertà, si passò a un acceso nazionalismo che avrebbe poi portato, qualche decennio dopo, alla nascita di movimenti politici come il fascismo di Benito Mussolini; quest'ultimo, tuttavia, all'inizio della sua carriera politica nelle file del socialismo rivoluzionario, aveva una forte avversione nei confronti del tricolore, tanto che lo definì, in occasione della guerra italo-turca del 1911, che portò poi all'occupazione del Dodecaneso e all'annessione come colonia della Libia, "uno straccio da piantare su un mucchio di letame". Questo indirizzamento verso il nazionalismo si ripercosse anche sui simboli dell'Italia: per quanto riguarda la bandiera, significative sono alcune cartoline illustrate che iniziarono a diffondersi all'epoca e che riportano alcuni versi di Francesco Dall'Ongaro:
(Francesco Dall'Ongaro)

## Le due guerre mondiali e il periodo interbellico
Nel 1915 l'Italia entrò nella prima guerra mondiale: per gli storiografi questo conflitto corrisponde alla quarta guerra d'indipendenza italiana, dato che lo scopo fu quello di completare l'unità nazionale con l'annessione delle ultime terre irredente. A questo obiettivo mancavano infatti il Trentino-Alto Adige e la Venezia Giulia, tant'è che lo slogan più diffuso all'epoca era "W Trento e Trieste italiane!".

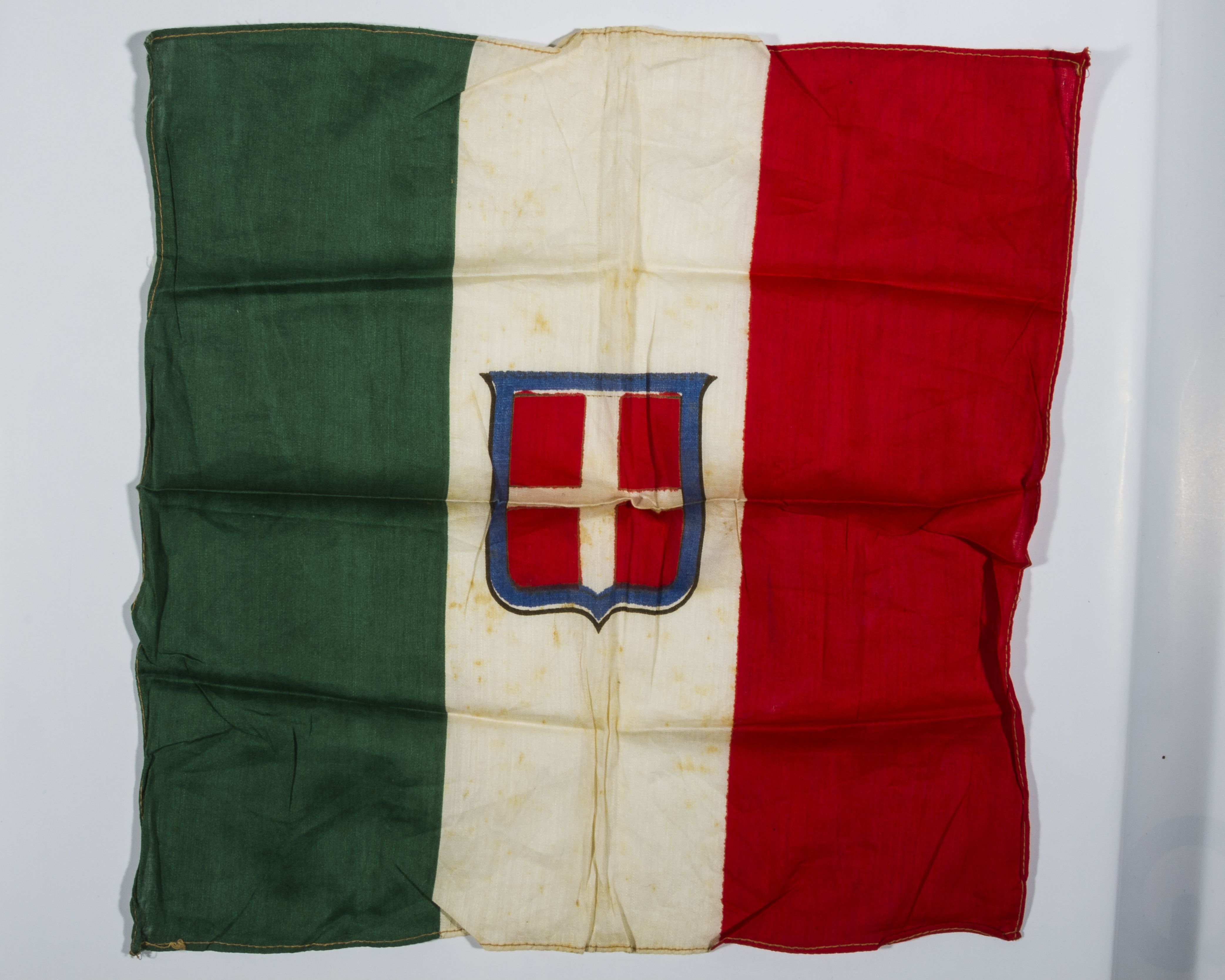
Bandiera italiana risalente alla prima guerra mondiale

Protagonista assoluta, sia nelle trincee e che in ambito civile, fu la bandiera tricolore. I colori verde, bianco e rosso vennero utilizzati diffusamente come stimolo alla mobilitazione generale e al sostentamento morale della popolazione civile, che si stava inerpicando in un percorso che l'avrebbe portata in una situazione assai difficile, caratterizzata da moltissime privazioni. In altre parole, nelle trincee il tricolore era un simbolo fondamentale per spronare i soldati, mentre nel fronte interno era importantissimo per compattare e corroborare la società civile. A questo scopo, re Vittorio Emanuele III comparve su una copertina de La Domenica del Corriere affacciato dal balcone del Palazzo del Quirinale mentre sventolava il tricolore gridando "Viva l'Italia". Il re fece poi un proclama ufficiale, poco prima di partire per il fronte di guerra, che recitava:
(Vittorio Emanuele III di Savoia)

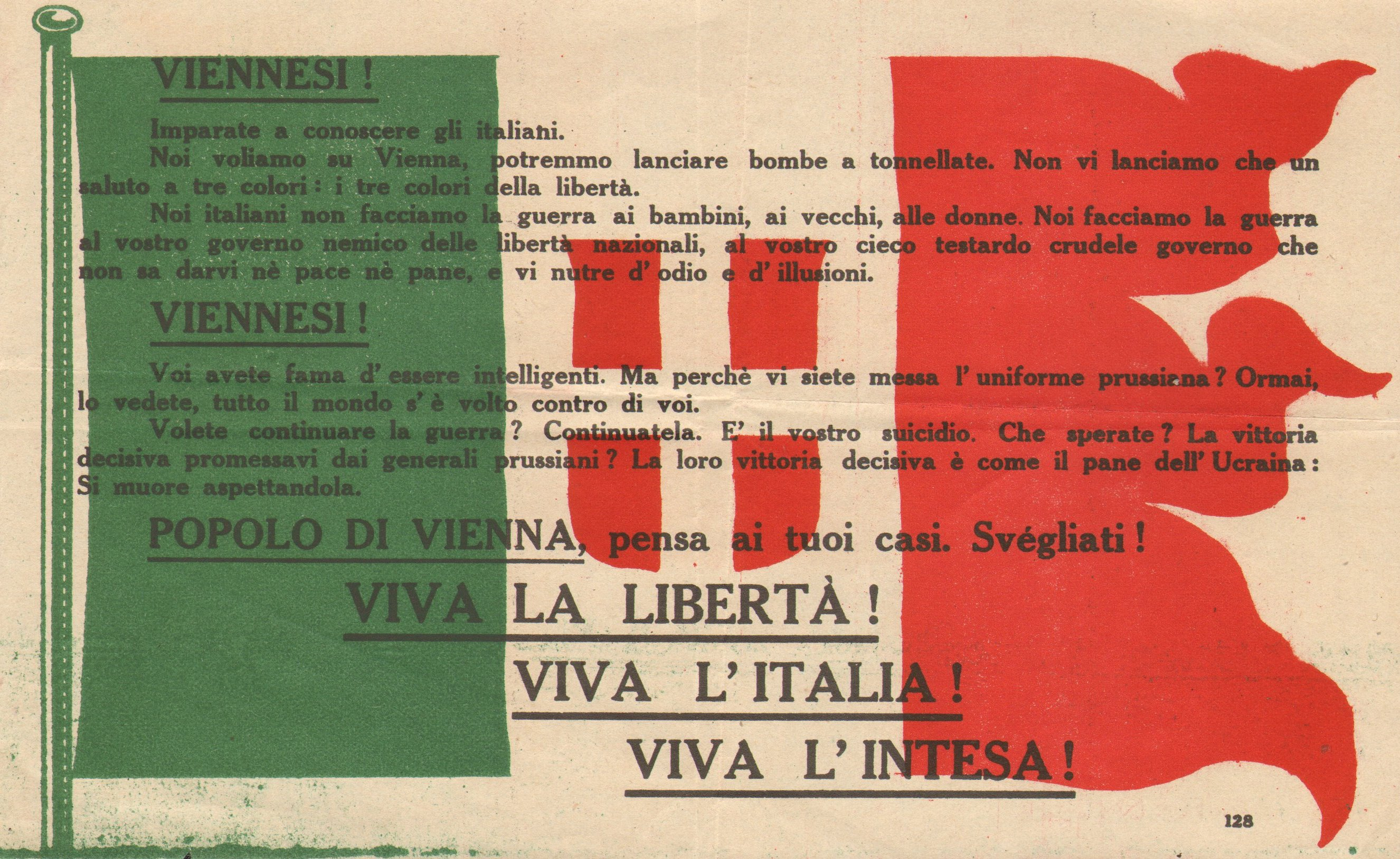
Volantino lanciato su Vienna da Gabriele D'Annunzio durante la prima guerra mondiale

Uno degli episodi più famosi che coinvolsero la bandiera italiana nella prima guerra mondiale fu il volo su Vienna, un volantinaggio aereo che Gabriele D'Annunzio fece sui cieli della capitale asburgica: il 9 agosto 1918 il Vate lanciò su Vienna dei volantini tricolori con cui esortava il nemico ad arrendersi e a porre fine alla guerra. Le truppe italiane entrarono poi a Trieste nel novembre del 1918 in seguito alla vittoria nella battaglia di Vittorio Veneto, che concluse il conflitto con la ritirata e la sconfitta definitiva degli austriaci. Il bollettino di guerra n°1267 del 3 novembre 1918 del generale Armando Diaz, che preannunciò di qualche giorno il Bollettino della Vittoria e il Bollettino della Vittoria Navale, recitava:
(Armando Diaz)

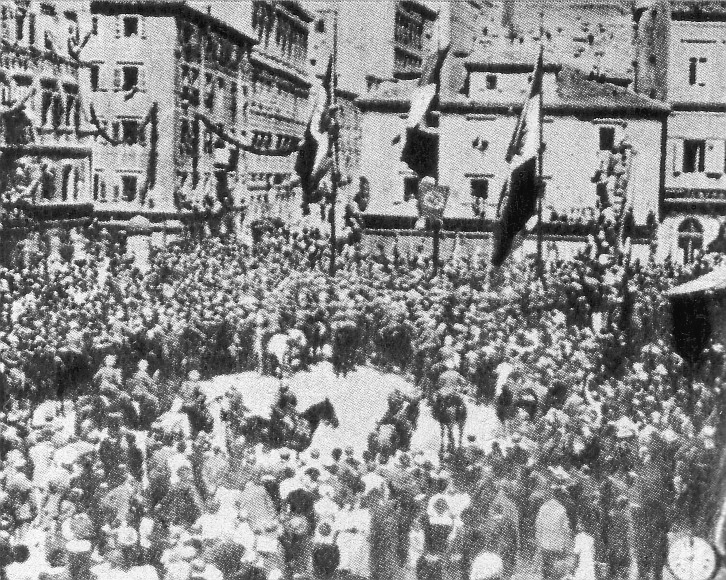
Proclamazione della Reggenza italiana del Carnaro a Fiume, ora facente parte della moderna Croazia, tra una profusione di bandiere tricolori

La cerimonia di tumulazione del Milite Ignoto all'Altare della Patria (4 novembre 1921)

In particolare, il tricolore che fu issato sul campanile della cattedrale di San Giusto proveniva dal cacciatorpediniere Audace, che era ancorato nel porto di Trieste. Questa storica bandiera è conservata presso il Museo del Risorgimento di Sanluri, in Sardegna, che è situato all'interno del Castello di Elenonora d'Arborea. La bandiera italiana fu anche protagonista dell'impresa di Fiume, capitanata da D'Annunzio e conseguenza della cosiddetta "vittoria mutilata", al grido:
(Gabriele D'Annunzio)
Durante la Reggenza italiana del Carnaro (1919-1920), entità statuale che amministrava la città di Fiume, ora facente parte della moderna Croazia, Gabriele D'Annunzio definì la bandiera italiana "la veste della nazione eterna" ed esortò gli italiani a ribellarsi ai responsabili della disfatta di Caporetto sventolando il "tricolore in tutto il cielo". L'articolo 1 della Carta del Carnaro recitava:
(Art. 1 della Carta del Carnaro)
Nel 1919 don Luigi Sturzo, che aveva da poco fondato il Partito Popolare, in riferimento ai festeggiamenti del 20 settembre, che avrebbero festeggiato la ricorrenza della presa di Roma, definì polemicamente la bandiera italiana, che sarebbe stata sventolata a profusione, visto l'importanza dell'evento, "cencio tricolore".
La bara del Milite Ignoto, durante il suo viaggio dalla basilica di Aquileia all'Altare della Patria a Roma, che avvenne nel 1921 su un carro funebre ferroviario disegnato da Guido Cirilli, fu collocata sull'affusto di un cannone e avvolta in un vessillo tricolore: questa storica bandiera è conservata all'interno del Museo centrale del Risorgimento al Vittoriano di Roma.
Con la marcia su Roma e l'instaurarsi della dittatura fascista la bandiera italiana perse la sua unicità simbolica venendo in parte oscurata dall'iconografia di regime. Quando veniva utilizzata, come all'interno del simbolo del Partito Nazionale Fascista, ne era snaturata la storia, dato che il tricolore nacque come simbolo di libertà e di diritti civili, mentre nelle cerimonie ufficiali iniziò a essere accostata ai vessilli neri fascisti, perdendo il ruolo di protagonista assoluta.
Nonostante questo ruolo da comprimario, con regio decreto n° 2072 del 24 settembre 1923 e successivamente con la legge n°2264 del 24 dicembre 1925, il tricolore diventò ufficialmente bandiera nazionale del Regno d'Italia:
(Legge n°2264 del 24 dicembre 1925)

Bandiera del Comitato di Liberazione Nazionale

Bandiera di guerra della Repubblica Sociale Italiana

Il 31 gennaio 1923 fu istituito dal Ministero della pubblica istruzione il saluto alla bandiera da parte degli studenti delle scuole italiane. Ogni sabato mattina, al termine delle lezioni, gli studenti dovevano omaggiare la bandiera con il saluto romano e con l'esecuzioni di brani musicali patriottici. L'Azione Cattolica, che nel 1931 fece del tricolore italiano il proprio gonfalone, raggruppava i bambini della propria organizzazione dedicata ai fanciulli in tre categorie, che erano basate sulla fascia d'età e che avevano un nome legato ai colori della bandiera italiana: "fiamme verdi", "fiamme bianche" e "fiamme rosse".
Durante questo periodo la bandiera italiana fu anche protagonista di alcuni eventi molto importanti, come le prime due vittorie della nazionale di calcio dell'Italia ai campionati mondiali del 1934 e del 1938, che furono celebrate da un tripudio di vessilli tricolori. Fu anche salutato dallo sventolio di bandiere tricolori l'arrivo a New York, nell'agosto del 1933, del transatlantico italiano Rex, che aveva appena vinto il Nastro Azzurro stabilendo il record di traversata oceanica atlantica in minor tempo (quattro giorni).
Dagli anni venti il tricolore iniziò a comparire sui primi aeroplani civili. Nel 1926 una bandiera italiana fu gettata per la prima volta sul polo nord dal dirigibile Norge durante la spedizione guidata da Umberto Nobile e Roald Amundsen; tricolori salutarono poi Italo Balbo nelle sue traversate oceaniche con idrovolanti. Treni rivestiti di bandiere tricolori portarono i coloni nelle nuove città fondate dopo la bonifica dell'Agro Pontino, mentre il 5 maggio 1936 ci fu il solenne alzabandiera ad Addis Abeba, in Etiopia, che salutò la fondazione dell'Impero italiano.
La bandiera ad Addis Abeba fu poi ammainata nel novembre del 1941 alla fine della campagna dell'Africa Orientale Italiana, che venne combattuta durante la seconda guerra mondiale. L'Italia entrò nel secondo conflitto mondiale il 10 giugno 1940 con il celebre discorso di Benito Mussolini proferito dal balcone principale di Palazzo Venezia a Roma; il clima era però molto differente da quello che caratterizzò l'entrata dell'Italia nella prima guerra mondiale: il re non si presentò sul balcone del Palazzo del Quirinale sventolando la bandiera così come avvenne nel 1915; l'Italia non era poi attraversata da quel garrire di bandiere tricolori che aveva salutato l'entrata del Paese nella prima guerra mondiale – ancorché opera di una minoranza.

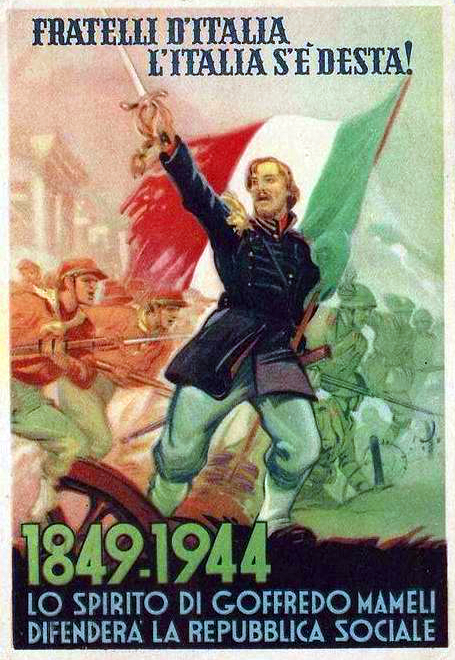
Il Canto degli Italiani ricordato insieme al Risorgimento su un manifesto propagandistico della Repubblica Sociale Italiana. Sullo sfondo, sventola un tricolore

Il tricolore tornò prepotentemente sugli scudi dopo l'armistizio di Cassibile dell'8 settembre 1943, dove venne preso come simbolo dalle due parti che si affrontarono nella guerra civile italiana nel tentativo di richiamare il Risorgimento e il suo bagaglio culturale. In particolare, era utilizzato dai partigiani in quanto simbolo di lotta contro i tiranni ed emblema del sogno di un'Italia libera: anche le brigate partigiane comuniste, che avevano come vessillo ufficiale la bandiera rossa, sventolavano sovente il tricolore italiano.

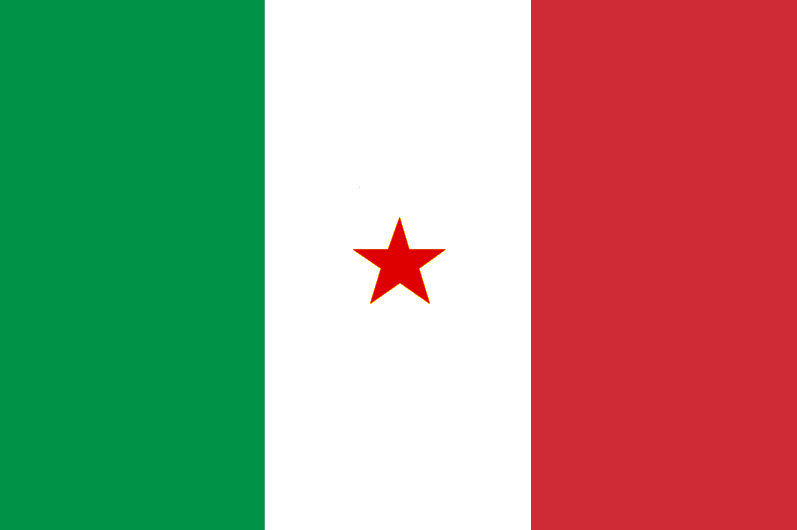
Bandiera della Comunità Nazionale Italiana in Jugoslavia

Bandiere tricolori erano anche i vessilli ufficiali delle Repubbliche partigiane e del Comitato di Liberazione Nazionale, così come dei loro antagonisti, i repubblichini. Il tricolore fu infatti scelto come bandiera nazionale anche dalla Repubblica Sociale Italiana: il vessillo civile della repubblica di Benito Mussolini era identico al tricolore dell'odierna Repubblica Italiana, mentre sulla bandiera di guerra era collocata centralmente un'aquila imperiale romana che regge un fascio littorio con l'aggiunta, in base alla forza armata che la esibiva, di una granata o di un'àncora. Il tricolore italiano venne usato anche per propaganda: la Repubblica Sociale, ad esempio, lo utilizzò su un celebre manifesto raffigurante Goffredo Mameli con la spada sguainata e con un tricolore alle spalle, mentre si lancia verso un assalto. Su questo manifesto sono riportate la scritte: "Fratelli d'Italia / L'Italia se desta!" e "1849-1944 Lo spirito di Goffredo Mameli / Difenderà la Repubblica Sociale".
Con la Liberazione il tricolore comparve sulle torri dei municipi, sui campanili delle chiese, nelle fabbriche, ecc.. A tal proposito Francesco Cossiga, all'epoca Presidente del Senato della Repubblica, in un discorso proferito il 28 giugno 1984, disse:
(Francesco Cossiga)
Nei territori italiani dell'est occupati dalle milizie partigiane jugoslave, venne usata la bandiera italiana con al centro una stella rossa a modello della bandiera usata dalle brigate Garibaldi partigiane. In principio nella città di Fiume nel 1943, poi esteso a tutti i territori in cui risiedeva la minoranza italiana. Entrati a far parte della Jugoslavia, la bandiera è rimasta ufficiale sino al 1992, anno in cui fu sostituita ufficialmente dalla bandiera adottata dallo Stato italiano. (Gazzetta Ufficiale croata n. 65/1991 e n. 27/1992 e Gazzetta Ufficiale croata n. 15/1997 e Gazzetta Ufficiale della Repubblica Italiana n. 104 del 7 maggio 1998)

## La Repubblica Italiana

La bandiera adottata dalla Repubblica Italiana

Con la nascita della Repubblica Italiana, grazie al decreto del presidente del Consiglio dei ministri n°1 del 19 giugno 1946, la bandiera italiana venne cambiata; rispetto al vessillo monarchico fu eliminato lo stemma sabaudo che all'articolo 8 recita:
(Art. 8 del decreto del presidente del Consiglio dei ministri n°1 del 19 giugno 1946)

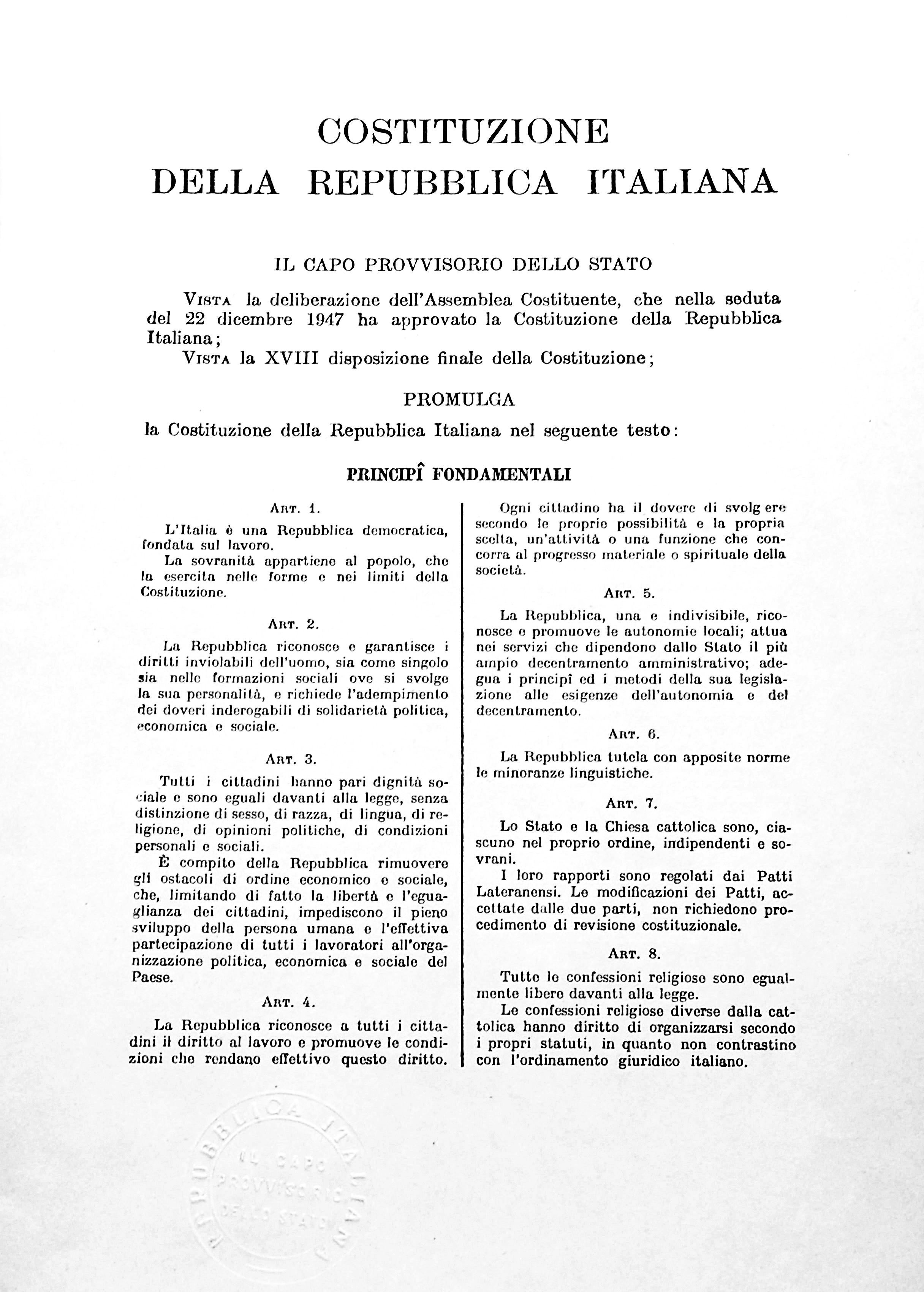
Prima pagina dell'originale della Costituzione custodito presso l'archivio storico della Presidenza della Repubblica

Durante i lavori della commissione per la Costituzione, incaricata a redigere il testo della carta fondamentale, si discusse sull'inserimento di uno stemma sulla banda bianca in sostituzione del blasone dei Savoia, proposta che poi non ebbe seguito. A tal proposito Meuccio Ruini, presidente di questa commissione, dichiarò che:
(Meuccio Ruini)
Questa decisione fu in seguito confermata nella seduta del 24 marzo del 1947 dall'Assemblea Costituente, che decretò l'inserimento dell'articolo 12 della Costituzione della Repubblica Italiana, successivamente ratificato dal Parlamento, che recita:
(Art. 12 della Costituzione della Repubblica Italiana)
L'articolo venne approvato dall'Assemblea Costituente senza discussioni o polemiche di sorta. I membri dell'Assemblea Costituente vennero colti da profonda emozione quando approvarono questo articolo: in segno di giubilo e di rispetto, poco dopo l'approvazione, si alzarono in piedi e applaudirono lungamente. Il tricolore repubblicano venne poi consegnato ufficialmente e solennemente alle corpi militari italiani il 4 novembre 1947 in occasione della Giornata dell'Unità Nazionale e delle Forze Armate.
Poco prima dell'ufficializzazione della bandiera nella costituzione, il 7 gennaio 1947, il tricolore compì 150 anni: il ruolo da cerimoniere che cinquant'anni prima fu di Giosuè Carducci venne svolto da Luigi Salvatorelli, il cui discorso, proferito durante i festeggiamenti ufficiali di Reggio nell'Emilia alla presenza di Enrico De Nicola, Capo provvisorio dello Stato, alluse alla fase delicata che stava attraversando l'Italia postbellica con particolare riferimento alle umiliazioni subite dal Paese nella seconda guerra mondiale:
(Luigi Salvatorelli)

Lo stendardo presidenziale italiano

Mogadiscio, 1º aprile 1950: la cerimonia dell'ammaina bandiera del vessillo del Regno Unito e l'alzabandiera del tricolore segna l'inizio dell'Amministrazione fiduciaria italiana della Somalia

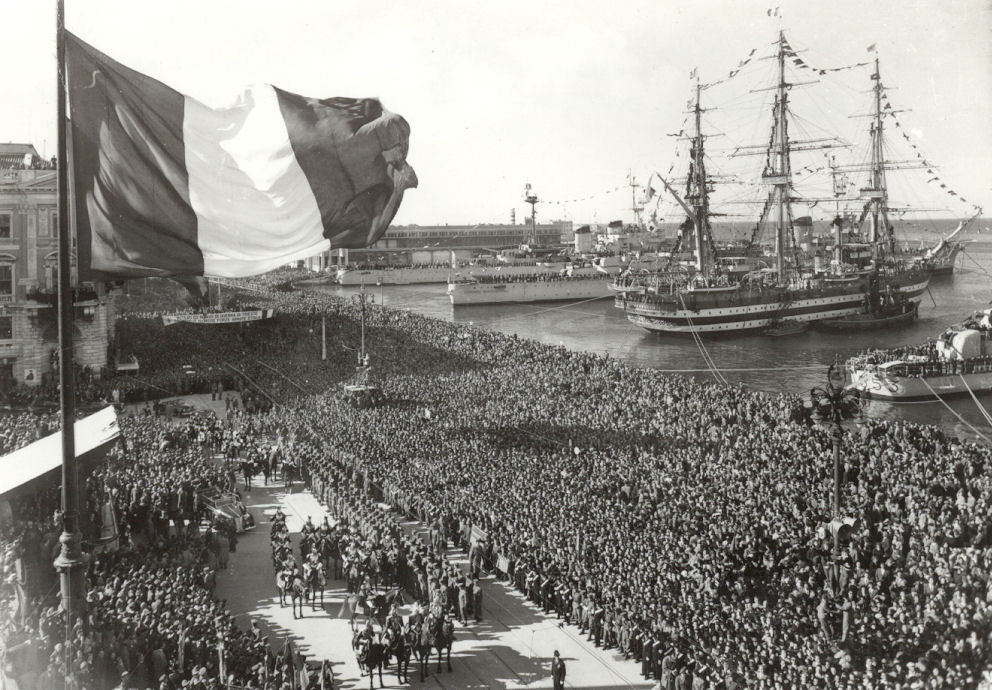
La folla festante una settimana dopo il ritorno di Trieste all'Italia, 4 novembre 1954

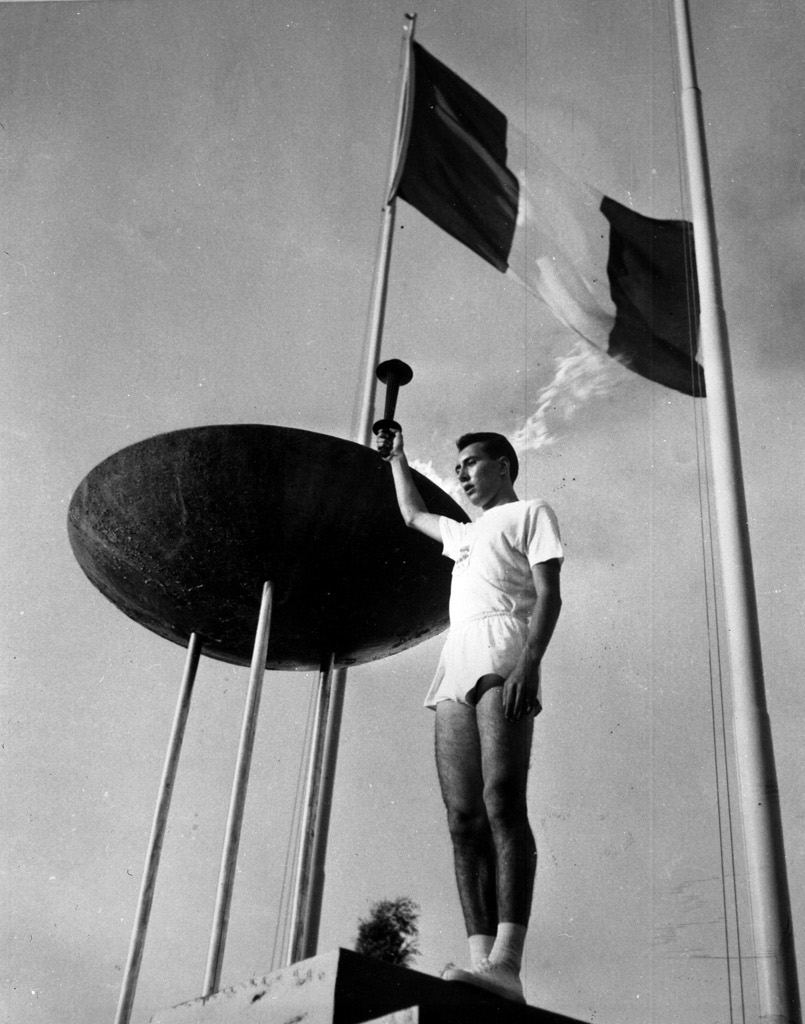
Giancarlo Peris, ultimo tedoforo ai Giochi della XVII Olimpiade di Roma nel 1960, nei momenti immediatamente successivi all'accensione del braciere olimpico

Il 27 maggio 1949 fu approvata una legge che descriveva e regolava la modalità di esposizione del tricolore fuori dagli edifici pubblici e durante le feste nazionali. Dalla bandiera italiana è poi derivato lo stendardo presidenziale italiano, la cui ultima versione richiama, come già accennato, il vessillo della Repubblica Italiana del 1802-1805, con l'aggiunta di una bordatura di colore blu Savoia.
Nell'Italia repubblicana il tricolore salutò avvenimenti importanti della storia italiana. Fu protagonista della vittoria di Gino Bartali al Tour de France 1948 grazie a un berretto tricolore portato dal celebre ciclista; questo copricapo fu così descritto da Orio Vergani dalle colonne del Corriere della Sera:
(Orio Vergani)
Dopo la vittoria di Bartali il tricolore sventolò in tutta Italia e all'estero dagli emigrati italiani. Orio Vergani descrisse così quei momenti:
(Orio Vergani)
Venne poi piantato a 8 621 metri sulla vetta del K2 durante la spedizione italiana del 1954, impresa alpinistica patrocinata dal Club Alpino Italiano, dal Consiglio Nazionale delle Ricerche, dall'Istituto Geografico Militare e dallo Stato italiano, e guidata da Ardito Desio. La via seguita fu lo Sperone degli Abruzzi e i due alpinisti che raggiunsero la vetta furono Achille Compagnoni e Lino Lacedelli, con il supporto dell'intero gruppo. La spedizione italiana riuscì ad anticipare un'analoga spedizione statunitense.
Una profusione di bandiere italiane salutò il ritorno di Trieste all'Italia (1954), mentre in ambito sportivo il tricolore fu protagonista dei Giochi della XVII Olimpiade del 1960 a Roma, salutò le altre due vittorie ai campionati mondiali di calcio del 1982 e del 2006, che vennero festeggiate in tutta Italia con un tripudio di bandiere tricolori, e fu portato nel 2011 sulla Stazione spaziale internazionale dall'astronauta Roberto Vittori in occasione del 150º anniversario dell'Unità d'Italia.
La bandiera tricolore fu il vessillo ufficiale dell'Amministrazione fiduciaria italiana della Somalia, che venne concessa su mandato dell'ONU e che fu la prima missioni di pace dell'Esercito Italiano; il tricolore continua poi a rappresentare l'Italia in tutte le missioni di peacekeeping a cui partecipano le forze armate italiane.

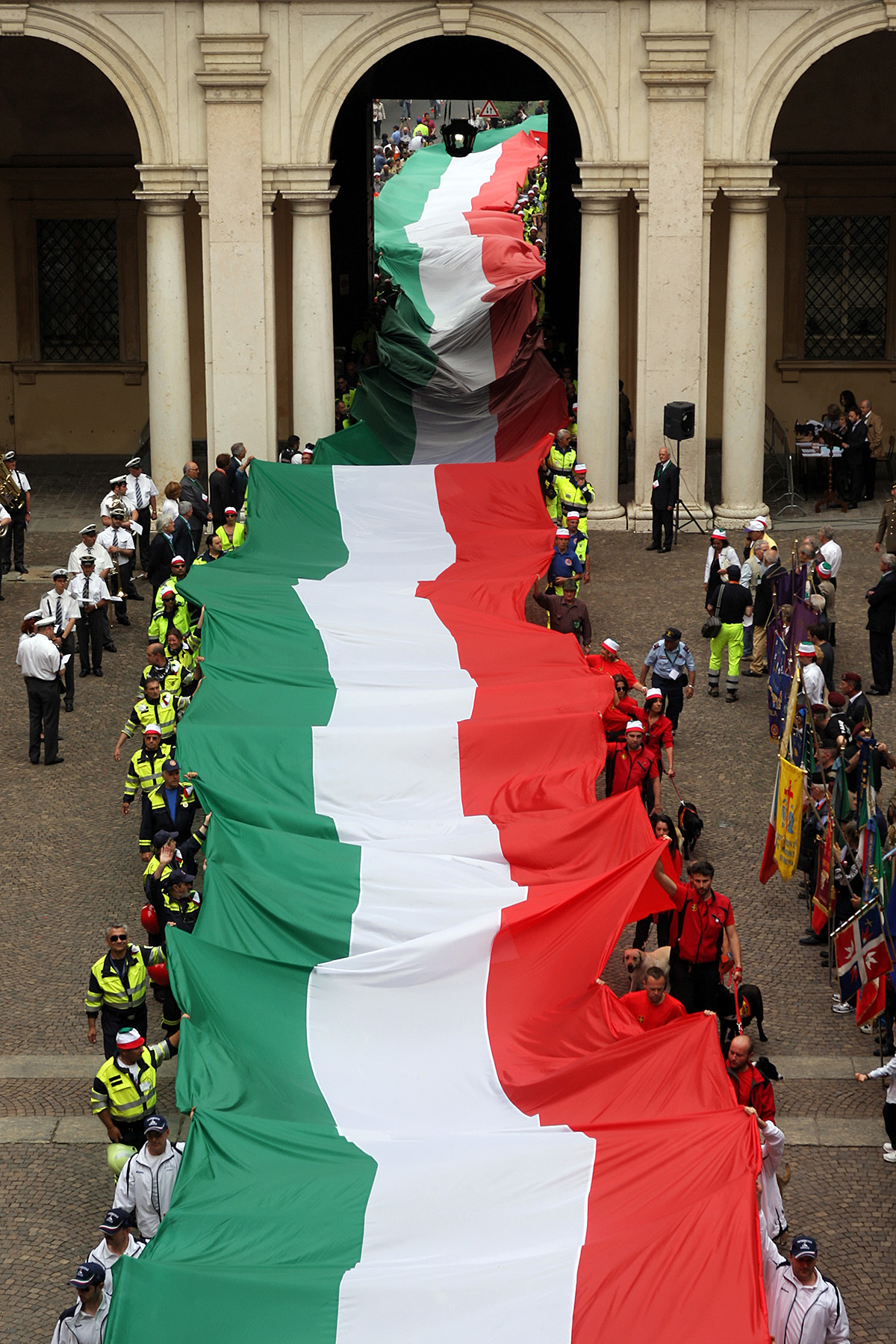
La bandiera italiana entrata nel Guinness dei primati per la sua lunghezza

Un decreto del Presidente del Consiglio dei Ministri datato 3 giugno 1986 descrive in maniera più completa l'utilizzo del tricolore da parte dello Stato e di tutti gli altri enti pubblici italiani. Il 31 dicembre 1996, con la medesima legge che istituiva la Festa del Tricolore, celebrazione che si tiene il 7 gennaio di ogni anno in ricordo dell'adozione della bandiera rossa, bianca e verde da parte della Repubblica Cispadana (7 gennaio 1797), venne costituito un comitato nazionale di venti membri che avrebbe avuto l'obiettivo di organizzare la prima commemorazione solenne della nascita della bandiera italiana, che l'anno successivo avrebbe compiuto duecento anni.
Il comitato era composto da personalità istituzionali, tra cui i presidenti delle camere, e da membri provenienti dalla società civile, particolarmente dall'ambito storico e culturale. All'epoca fu anche proposto di non festeggiare la data, se non addirittura di modificare la bandiera stessa, ipotesi scarsamente accolte dai membri del parlamento. L'articolo 1 della legge che ha istituito la Festa del Tricolore recita:
(Art. 1 della legge che ha istituito la Festa del Tricolore)
Tra gli eventi di celebrazione del bicentenario della bandiera italiana, ci fu la realizzazione del tricolore più lungo della storia, che è anche entrato nel Guinness dei primati. Opera dell'Associazione nazionale reduci dalla prigionia, dall'internamento e dalla guerra di liberazione, era lungo 1 570 m, largo 4,8 m e aveva una superficie di 7 536 m²: ha sfilato a Roma, dal Colosseo al Campidoglio.

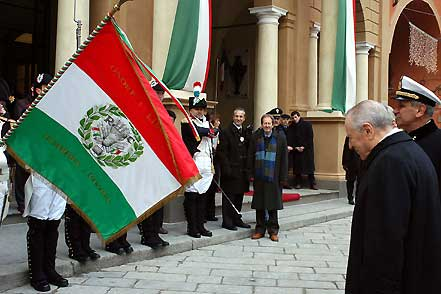
L'ex Presidente della Repubblica Carlo Azeglio Ciampi rende gli onori alla prima bandiera italiana durante la Festa del Tricolore del 7 gennaio 2004 a Reggio nell'Emilia

Fu l'ex presidente della Repubblica Carlo Azeglio Ciampi, all'inizio del XXI secolo, a iniziare un'opera di valorizzazione e di rilancio dei simboli patri italiani, tricolore compreso. Durante i festeggiamenti per i 140 anni di unità nazionale, il 4 novembre 2001, a San Martino della Battaglia, in riferimento al tricolore, Ciampi pronunciò queste parole.
(Carlo Azeglio Ciampi)
Nel 2002 vennero definite per la prima volta le tonalità precise del tricolore: l'esigenza nacque da un evento che accadde presso il Palazzo Justus Lipsius, sede principale del Consiglio dell'Unione europea, del Consiglio europeo e del loro Segretariato, quando un europarlamentare italiano notò che i colori della bandiera italiana erano irriconoscibili con il rosso, ad esempio, che aveva quasi la tonalità dell'arancione. La legge n°222 del 23 novembre 2012, avente per oggetto "Norme sull'acquisizione di conoscenze e competenze in materia di «Cittadinanza e Costituzione» e sull'insegnamento dell'inno di Mameli nelle scuole", prescrive lo studio nelle scuole della bandiera italiana e degli altri simboli patri italiani.

### Esplicative
1. ↑  Archivio di Stato di Bologna, Archivio napoleonico, I, Senato provvisorio, Atti dell'Assunteria di magistrati, b. 5, c. 542 “Bandiera coi colori nazionali” e sgg., 10 maggio 1796 - 30 ottobre 1796.
2. ↑  Una diffusa paretimologia associa l'etimologia del nome "pioppo" al popolo; questa specie vegetale viene infatti popolarmente chiamata "albero del popolo". Cfr. Paola Lanzara e Mariella Pezzetti, Alberi, Milano, Mondadori, 1977.
3. ↑  Il verde è infatti anche il colore della massoneria.
4. ↑  Santorre di Santa Rosa fu uno dei capi dei moti del 1820-1821 in Piemonte.
5. ↑  "Re eletto", ovvero in procinto di diventare re d'Italia. Il termine "eletto" ha infatti, tra suoi i sinonimi, "designato", "investito", "prescelto" e "acclamato". Con questo titolo Vittorio Emanuele II di Savoia coniò anche monete che ebbero corso legale nelle Province Unite del Centro Italia, entità statale di breve esistenza costituita da territori che di lì a poco sarebbero stati annessi al Regno di Sardegna grazie ai plebisciti risorgimentali. Cfr.  Visione d'insieme delle monete - Re Eletto, su numismatica-italiana.lamoneta.it. URL consultato il 25 settembre 2018.
6. ↑  Quella che oggi è chiamata pizza Margherita era tuttavia già stata preparata nel 1866, prima della dedica alla regina d'Italia, come attesta Francesco De Bourcard in: Usi e costumi di Napoli, riedizione in copia anastatica, tiratura limitata a 999 copie, Napoli, Alberto Marotta, 1965 [1866] p.124.
7. ↑  "Grande Avo", ovvero Vittorio Emanuele II di Savoia.

### Bibliografiche
1. 1 2  (FR) Le drapeau français - Présidence de la République, su elysee.fr. URL consultato il 13 febbraio 2013 (archiviato il 31 dicembre 2017).
2. 1 2   Otto mesi prima di Reggio il tricolore era già una realtà, su radiomarconi.com. URL consultato il 14 gennaio 2016 (archiviato dall'url originale il 9 marzo 2016).
3. 1 2 3 4   I simboli della Repubblica (PDF), su quirinale.it. URL consultato il 14 gennaio 2016 (archiviato dall'url originale il 6 ottobre 2015).
4. 1 2 3  Maiorino, p. 156.
5. 1 2   Giovani del terzo millennio, di Giacomo Bolzano, su books.google.it. URL consultato il 9 marzo 2017.
6. ↑   Il verde no, perché è il colore del re. Così la Francia ha scelto la bandiera blu, bianca e rossa ispirandosi all'America, su italiaoggi.it. URL consultato il 9 marzo 2017 (archiviato il 14 marzo 2024).
7. ↑   Presa della Bastiglia, il 14 luglio e il rosso della first lady messicana Angelica, su ansa.it. URL consultato il 9 marzo 2017 (archiviato il 28 luglio 2017).
8. 1 2   I valori » Il Tricolore, su 150anni.it. URL consultato il 3 maggio 2017 (archiviato il 31 luglio 2017).
9. 1 2   Nicola Ferorelli, La vera origine del tricolore italiano, in Rassegna storica del Risorgimento, vol. XII, fasc. III, 1925,  p. 668. URL consultato il 13 febbraio 2017 (archiviato dall'url originale il 1º aprile 2019).
10. 1 2   Nicola Ferorelli, La vera origine del tricolore italiano, in Rassegna storica del Risorgimento, vol. XII, fasc. III, 1925,  p. 666. URL consultato il 13 febbraio 2017 (archiviato dall'url originale il 31 marzo 2019).
11. 1 2   Nicola Ferorelli, La vera origine del tricolore italiano, in Rassegna storica del Risorgimento, vol. XII, fasc. III, 1925,  p. 662. URL consultato il 13 febbraio 2017 (archiviato dall'url originale il 31 marzo 2019).
12. ↑  Fiorini, p. 249.
13. ↑  Colangeli, p. 11.
14. ↑   Felice Venosta, Luigi Zamboni, il primo martire della libertà italiana, Francesco Scorza Editore, Milano, 1864, su radiomarconi.com. URL consultato il 3 marzo 2017 (archiviato dall'url originale il 2 marzo 2016).
15. 1 2 3 4 5 6  Colangeli, p. 12.
16. ↑   La Sommossa di Bologna, su radiomarconi.com. URL consultato il 3 marzo 2017 (archiviato dall'url originale l'8 giugno 2017).
17. ↑  Fiorini, p. 253.
18. ↑  Ricciardi, p. 16.
19. ↑  Fiorini, p. 247.
20. ↑  De Rolandis, p. 83.
21. ↑  Colangeli, p. 13.
22. 1 2 3   La Coccarda alla Biblioteca Museo Risorgimento, su castellalfero.net. URL consultato il 7 maggio 2017 (archiviato il 5 ottobre 2017).
23. ↑   Quando scudetto e coccarda sono sulla stessa maglia..., in passionemaglie.it, 4 gennaio 2011. URL consultato il 1º maggio 2012 (archiviato il 24 settembre 2015).
24. ↑  Tarozzi, p. 66.
25. ↑  Tarozzi, p. 69.
26. 1 2 3  Maiorino, p. 162.
27. 1 2 3  Busico, p. 9.
28. ↑  Damilano, p. 36.
29. ↑  Fiorini, p. 685.
30. 1 2  Fiorini, p. 688.
31. 1 2  Bovio, p. 19.
32. 1 2  Tarozzi, p. 67.
33. 1 2   L'Esercito del primo Tricolore (PDF), su difesa.it. URL consultato l'8 marzo 2017 (archiviato dall'url originale il 9 marzo 2017).
34. 1 2 3 4 5  Villa, p. 10.
35. 1 2 3 4 5 6  Busico, p. 11.
36. ↑   Napoleone Bonaparte, Correspondance inedite officielle et confidentielle de Napoleon Bonaparte avec les cours etrangeres, les princes, les ministres et les generaux français et etrangers, en Italie, en Allemagne et en Egypte, II, Parigi, C. L. F. Panckoucke, 1819,  p. 95. URL consultato il 23 giugno 2015 (archiviato il 14 marzo 2024).
37. 1 2 3  Maiorino, p. 158.
38. 1 2 3 4 5 6 7 8 9 10  Villa, p. 11.
39. ↑  Tarozzi, pp. 67-68.
40. 1 2 3 4 5  Vecchio, p. 42.
41. ↑  Villa, p. 44.
42. ↑   Raccolta degli ordini ed avvisi stati pubblicati dopo il cessato governo austriaco, su books.google.it. URL consultato il 25 marzo 2017 (archiviato il 14 marzo 2024).
43. 1 2 3  Colangeli, p. 14.
44. ↑   Francesco Frasca, Reclutamento e guerra nell'Italia napoleonica, su books.google.it. URL consultato il 22 marzo 2016 (archiviato il 14 marzo 2024).
45. ↑  Tarozzi, p. 68.
46. ↑  Fiorini, pp. 703-704.
47. ↑   Bologna, 28 ottobre 1796: Nascita della Bandiera Nazionale Italiana, su radiomarconi.com. URL consultato il 14 gennaio 2016 (archiviato il 7 marzo 2016).
48. 1 2  Busico, p. 209.
49. ↑  Busico, pp. 209-210.
50. 1 2  Villa, p. 45.
51. 1 2  Busico, p. 210.
52. ↑  Busico, p. 10.
53. ↑  Maiorino, pp. 156-157.
54. ↑  Fiorini, pp. 704-705.
55. ↑  Fiorini, p. 705.
56. 1 2  Maiorino, p. 157.
57. 1 2 3 4 5   Origini della bandiera tricolore italiana (PDF), su elearning.unite.it. URL consultato il 2 marzo 2017 (archiviato dall'url originale il 24 febbraio 2017).
58. ↑  Tarozzi, p. 9.
59. ↑  Villa, p. 46.
60. ↑  Fiorini, p. 706.
61. 1 2 3 4  Maiorino, p. 159.
62. 1 2 3  Busico, p. 13.
63. ↑  Maiorino, p. 155.
64. ↑  Villa, pp. 11-12.
65. ↑  Maiorino, pp. 159-160.
66. ↑  Maiorino, p. 160.
67. 1 2 3 4  Villa, p. 12.
68. ↑  Villa, pp. 13-14.
69. 1 2  Maiorino, p. 163.
70. ↑  Villa, p. 13.
71. 1 2 3 4  Busico, p. 17.
72. 1 2  Busico, p. 15.
73. ↑  Busico, pp. 15-17.
74. 1 2 3 4 5 6 7  Villa, p. 19.
75. 1 2 3 4 5 6 7 8  Villa, p. 21.
76. ↑   Repubblica Subalpina, su portalestoria.net. URL consultato il 27 febbraio 2017 (archiviato dall'url originale il 17 ottobre 2017).
77. 1 2  Maiorino, p. 166.
78. 1 2  Villa, p. 15.
79. ↑   Armi e nazione. Dalla Repubblica Cisalpina al Regno d'Italia (1797-1814), su books.google.it. URL consultato il 19 marzo 2016 (archiviato il 14 marzo 2024).
80. 1 2 3  Maiorino, p. 168.
81. 1 2   Lo Stendardo presidenziale, su quirinale.it. URL consultato il 4 marzo 2017 (archiviato il 27 marzo 2017).
82. ↑   Tutte le auto dei presidenti. Storie di ammiraglie, limousine ed esemplari unici utilizzati per scopi «presidenziali» rigorosamente made in Italy, su books.google.it. URL consultato il 5 marzo 2017 (archiviato il 14 marzo 2024).
83. ↑  Villa, p. 16.
84. 1 2  Bovio, p. 37.
85. ↑  Maiorino, p. 167.
86. 1 2 3  Maiorino, p. 169.
87. ↑  Colangeli, p. 17.
88. ↑  Bronzini, p. 137.
89. 1 2 3 4 5 6  Villa, p. 18.
90. ↑   Il tricolore sventola la notte sulla cittadella di Alessandria, su repubblica.it. URL consultato il 16 febbraio 2016 (archiviato il 2 marzo 2016).
91. ↑   Amedeo Quondam, Risorgimento a memoria: le poesie degli italiani, su books.google.it. URL consultato il 16 febbraio 2016 (archiviato il 14 marzo 2024).
92. ↑  Tarozzi, p. 147.
93. ↑  Maiorino, p. 170.
94. ↑  Busico, pp. 25-27.
95. ↑  Busico, p. 25.
96. ↑  Maiorino, p. 172.
97. ↑  Tarozzi, p. 73.
98. 1 2  Busico, p. 27.
99. ↑  Maiorino, p. 290.
100. ↑   Giuseppe Mazzini, su partecipiamo.it. URL consultato il 23 febbraio 2017 (archiviato dall'url originale il 21 ottobre 2014).
101. ↑   Il tricolore, su marcopolovr.gov.it. URL consultato il 23 febbraio 2017 (archiviato dall'url originale il 23 febbraio 2017).
102. ↑  Villa, p. 53.
103. ↑   Torna il primo tricolore - Corriere Fiorentino, su corrierefiorentino.corriere.it. URL consultato il 3 gennaio 2025.
104. 1 2  Tarozzi, p. 74.
105. 1 2  Maiorino, p. 173.
106. 1 2  Maiorino, p. 174.
107. ↑  Villa, p. 55.
108. 1 2  Maiorino, p. 175.
109. ↑   Il corbezzolo simbolo dell'Unità d'Italia. Una specie che resiste agli incendi, su altovastese.it. URL consultato il 25 gennaio 2016 (archiviato il 5 febbraio 2016).
110. ↑  Bellocchi, p. 38.
111. ↑  Busico, p. 33.
112. ↑  Villa, pp. 20-21.
113. ↑  Busico, p. 191.
114. ↑   Porta Tosa, su milanofree.it. URL consultato il 23 febbraio 2017 (archiviato dall'url originale il 23 febbraio 2017).
115. ↑   Porta Vittoria e il monumento alle Cinque Giornate, su vecchiamilano.wordpress.com. URL consultato il 23 febbraio 2017 (archiviato il 12 novembre 2016).
116. ↑   Le tombe dei caduti delle cinque Giornate di Milano, su milanofree.it. URL consultato il 23 febbraio 2017 (archiviato il 23 febbraio 2017).
117. 1 2  Bellocchi, p. 39.
118. ↑  Ortografia e corsivo come da fonte
119. ↑  p. 71  E. N. Legnazzi, L' 8 Febbraio 1848 in Padova, Verona, Fratelli Drucker, 1892.
120. 1 2  Villa, p. 22.
121. ↑  Bellocchi, p. 49.
122. ↑  Maiorino, p. 179.
123. 1 2  Viola, p. II.
124. ↑   Ducato di Savoia 1416 - 1713, su portalestoria.net. URL consultato il 24 febbraio 2017 (archiviato dall'url originale il 5 luglio 2016).
125. 1 2  Maiorino, p. 184.
126. ↑  Villa, p. 20.
127. ↑  Viola, p. III.
128. ↑  Bellocchi, p. 54.
129. ↑  Busico, p. 29.
130. 1 2  Maiorino, p. 176.
131. ↑  Bellocchi, p. 22.
132. 1 2  Tarozzi, p. 75.
133. ↑  Bellocchi, pp. 22-23.
134. 1 2 3 4 5  Bellocchi, p. 25.
135. 1 2 3  Villa, p. 23.
136. ↑  Busico, p. 28.
137. ↑  Bellocchi, p. 27.
138. 1 2  Bellocchi, pp. 27-28.
139. 1 2  Busico, p. 31.
140. ↑   Omaggio del del Consiglio regionale della Toscana a Viareggio, su www.nove.firenze.it. URL consultato il 3 gennaio 2025.
141. 1 2   Quando Viareggio adottò il tricolore italiano prima dell'Italia, su welcome2lucca.com. URL consultato il 21 dicembre 2022 (archiviato il 21 dicembre 2022).
142. 1 2   Lo stemma del comune di Viareggio, su comune.viareggio.lu.it. URL consultato il 21 dicembre 2022 (archiviato il 21 dicembre 2022).
143. 1 2  Bellocchi, p. 81.
144. ↑  (EN) Italian states to 1861 P-V, su worldstatesmen.org. URL consultato il 1º marzo 2017 (archiviato il 3 aprile 2017).
145. ↑  Bellocchi, pp. 28-33.
146. 1 2  Bellocchi, p. 28.
147. ↑  Bellocchi, p. 30.
148. ↑  Bellocchi, p. 32.
149. ↑  Bellocchi, pp. 20-21.
150. ↑  Bellocchi, p. 34.
151. ↑  Bellocchi, p. 35.
152. ↑  Tornielli, p. 258.
153. ↑  Maiorino, p. 188.
154. ↑  Bellocchi, p. 72.
155. 1 2 3 4  Busico, p. 37.
156. ↑  Bellocchi, p. 43.
157. ↑  Busico, p. 32.
158. ↑  Maiorino, p. 292.
159. ↑  Villa, pp. 23-24.
160. ↑  Bellocchi, pp. 40 e 42.
161. 1 2 3  Villa, p. 24.
162. ↑  Tarozzi, p. 11.
163. ↑  Tarozzi, p. 156.
164. ↑  Maiorino, p. 193.
165. ↑  Bellocchi, pp. 82 e 84.
166. ↑  Busico, p. 39.
167. ↑  Maiorino, p. 289.
168. ↑  Maiorino, p. 191.
169. ↑  Maiorino, p. 192.
170. ↑  Bellocchi, p. 85.
171. 1 2 3  Busico, p. 41.
172. ↑  (EN) States and Regents of the World - Central Italy 1859-1860, su geocities.com. URL consultato il 28 febbraio 2017 (archiviato dall'url originale il 22 maggio 2008).
173. ↑   Storia minima della bandiera italiana - 2, su cisv.it. URL consultato il 28 febbraio 2017 (archiviato il 20 marzo 2016).
174. ↑  Bellocchi, pp. 96-101.
175. ↑  Bellocchi, p. 101.
176. ↑  Busico, p. 43.
177. ↑  Maiorino, pp. 196-198.
178. ↑  Maiorino, pp. 202-203.
179. ↑  Villa, p. 25.
180. ↑  Maiorino, p. 198.
181. 1 2  Busico, p. 47.
182. ↑   Museo centrale del Risorgimento - Complesso del Vittoriano, su romartguide.it. URL consultato il 7 marzo 2016 (archiviato il 5 marzo 2016).
183. ↑  Busico, p. 197.
184. ↑  Bellocchi, p. 116.
185. ↑  Maiorino, pp. 205-206.
186. ↑  Busico, pp. 47-49.
187. ↑  Maiorino, p. 205.
188. 1 2  Busico, p. 49.
189. 1 2  Maiorino, p. 207.
190. ↑  Bellocchi, pp. 118-119.
191. ↑  Villa, p. 60.
192. ↑  Maiorino, p. 208.
193. ↑   Torino, 17 marzo 1861: la proclamazione del Regno d’Italia, su 150anni-lanostrastoria.it. URL consultato il 4 marzo 2017 (archiviato dall'url originale il 22 febbraio 2016).
194. ↑   Storia della bandiera italiana, su radiomarconi.com. URL consultato il 14 gennaio 2016 (archiviato dall'url originale il 16 gennaio 2016).
195. 1 2 3 4 5  Villa, p. 26.
196. ↑  Maiorino, p. 201.
197. ↑  Bellocchi, p. 105.
198. ↑  Busico, p. 45.
199. ↑  Cardinali, p. 118.
200. ↑   La bandiera fatta a pezzi (per salvarla dal nemico), su corriere.it. URL consultato il 10 febbraio 2017 (archiviato il 31 luglio 2017).
201. ↑  Maiorino, p. 212.
202. ↑  Busico, p. 53.
203. 1 2   Il Giornale di Vicenza.it - Dossier - Vicenza - Italia 150° - 3 - Bandiera invece del gonfalone. Vicenza è l'unica città d'Italia, su ilgiornaledivicenza.it. URL consultato il 14 gennaio 2016 (archiviato dall'url originale il 16 marzo 2015).
204. ↑   Racconti leggende e ricordi della vita italiana (1856-1857), di Massimo d'Azeglio, su abruzzoinmostra.it. URL consultato il 28 marzo 2017 (archiviato il 28 marzo 2017).
205. ↑  Maiorino, p. 214.
206. ↑  Busico, p. 55.
207. ↑  Maiorino, pp. 216-217.
208. 1 2 3 4 5  Maiorino, p. 219.
209. 1 2  Maiorino, p. 220.
210. ↑  Maiorino, p. 221.
211. 1 2  Villa, p. 28.
212. ↑  Maiorino, p. 222.
213. 1 2  Maiorino, p. 223.
214. ↑  Villa, pp. 27-28.
215. 1 2  Villa, p. 65.
216. 1 2  Tarozzi, p. 320.
217. 1 2   150 anni di D'Annunzio, l'ideatore dello scudetto sulle maglie da gioco, su fantagazzetta.com. URL consultato il 19 febbraio 2016 (archiviato dall'url originale il 25 febbraio 2016).
218. 1 2  Maiorino, p. 226.
219. 1 2  Villa, pp. 28-29.
220. ↑   Discorso tenuto da Giosuè Carducci il 7 gennaio 1897 a Reggio Emilia per celebrare il 1º centenario della nascita del Tricolore, su radiomarconi.com. URL consultato il 25 febbraio 2017 (archiviato il 21 dicembre 2019).
221. 1 2  Maiorino, p. 227.
222. 1 2  Tarozzi, p. 297.
223. 1 2  Maiorino, p. 228.
224. ↑  Tarozzi, p. 12.
225. 1 2  Maiorino, p. 231.
226. 1 2  Villa, p. 29.
227. 1 2  Maiorino, p. 235.
228. ↑   L'Italia di Mussolini, su books.google.it. URL consultato il 26 marzo 2016.
229. 1 2 3 4 5  Maiorino, p. 238.
230. ↑  Tarozzi, p. 235.
231. ↑  Maiorino, p. 239.
232. ↑  Villa, pp. 29-30.
233. ↑   Grigioverde rosso sangue. Combattere e morire nella Grande Guerra del 15-18, di Alessandra Colla, su books.google.it. URL consultato il 25 febbraio 2017 (archiviato il 14 marzo 2024).
234. 1 2  Maiorino, p. 243.
235. ↑  Busico, p. 63.
236. 1 2 3 4 5  Busico, p. 65.
237. ↑  Maiorino, p. 246.
238. ↑   Sardegna Cultura - Luoghi della cultura - Musei, su sardegnacultura.it. URL consultato il 5 marzo 2017 (archiviato dall'url originale il 5 marzo 2017).
239. 1 2 3 4 5  Villa, p. 31.
240. ↑  Maiorino, p. 285.
241. ↑  Maiorino, p. 247.
242. ↑  Tarozzi, p. 257.
243. 1 2 3 4  Maiorino, p. 248.
244. ↑   I dirigibili, il tricolore e la tenda rossa: il Polo Nord di Umberto Nobile, pilota aristocratico, su repubblica.it. URL consultato il 28 giugno 2017 (archiviato il 31 luglio 2017).
245. ↑  Maiorino, pp. 249-251.
246. ↑  Maiorino, pp. 252-253.
247. ↑  Maiorino, p. 259.
248. 1 2  Maiorino, p. 256.
249. 1 2  Maiorino, p. 267.
250. ↑  Tarozzi, p. 337.
251. 1 2  Maiorino, p. 268.
252. ↑  Maiorino, p. 271.
253. 1 2 3 4 5  Villa, p. 32.
254. ↑  Tarozzi, p. 13.
255. ↑   Costituzione della Repubblica Sociale Italiana, su dircost.unito.it. URL consultato il 19 marzo 2016 (archiviato il 4 marzo 2016).
256. 1 2 3 4  Villa, p. 69.
257. ↑  Maiorino, p. 273.
258. 1 2 3 4 5 6 7 8 9 10  Villa, p. 33.
259. ↑  Tarozzi, p. 333.
260. ↑  Tarozzi, pp. 337-338.
261. 1 2 3 4  Busico, p. 71.
262. ↑  Costituzione della Repubblica Italiana, articolo 12
263. ↑  Tarozzi, p. 338.
264. ↑  Tarozzi, p. 363.
265. 1 2  Maiorino, p. 272.
266. ↑  Tarozzi, p. 341.
267. ↑  Busico, p. 69.
268. ↑   Vittori porta nello Spazio il tricolore, su asi.it. URL consultato il 17 febbraio 2016 (archiviato dall'url originale il 25 febbraio 2016).
269. ↑   1950-1958. In Somalia per l'AFIS: la prima missione di pace, su carabinieri.it. URL consultato il 9 marzo 2017 (archiviato il 5 febbraio 2017).
270. ↑  Bellocchi, pp. 49-63.
271. ↑  Busico, p. 73.
272. 1 2  31 dicembre 1996, n. 671, articolo 1, in materia di "Celebrazione nazionale del bicentenario della prima bandiera nazionale"
273. ↑   Il Tricolore compie duecentodieci anni, su repubblica.it. URL consultato il 21 gennaio 2016 (archiviato il 27 gennaio 2016).
274. ↑  Villa, p. 34.
275. 1 2  Busico, p. 235.
276. ↑   Puntata di "Il tempo e la storia" su Il Canto degli Italiani, su raistoria.rai.it. URL consultato il 1º marzo 2017 (archiviato l'11 maggio 2015).
277. ↑  Villa, p. 35.
278. ↑  Legge 23 novembre 2012, n. 222, articolo 1, in materia di "Norme sull'acquisizione di conoscenze e competenze in materia di «Cittadinanza e Costituzione» e sull'insegnamento dell'inno di Mameli nelle scuole"
279. ↑   Legge 23 novembre 2012, n. 222, su gazzettaufficiale.it. URL consultato il 30 novembre 2014 (archiviato il 13 febbraio 2015).